# 爆漫王。
《爆漫王。》（日語：バクマン。）是由大場鶇原作者，小畑健作畫的作品，於《週刊少年Jump》2008年37·38號合併號開始連載，並於2012年21·22號合併號完結。台灣的《寶島少年》則從2008年38期,開始連載到2012年23期；香港《EX-am》2008年39期開始連載。話數的單位以「頁（page）」表示。

## 作品設計
本作是大場鶇和小畑健繼《死亡筆記》後再度合作的作品。主角是以漫畫家為目標的兩位少年，他們組成搭檔、在《週刊少年Jump》連載。連載開始的2008年37·38合併號的封面因使用暑假特別企劃的本作前所有連載作品的合作封面，所以2008年39號才使用本作為封面。
開始連載號的卷末評論大場表示「想要作比較樸素的內容」。作品中出現許多在《週刊少年Jump》連載的作品，包括作者的前作《死亡筆記》，及現在連載中的《ONE PIECE》、《BLEACH》、《银魂》、《烏龍派出所》，及已完結的、《火影忍者》、《男人的條件》、《父之魂》，以及《週刊少年Magazine》的。也有出現在Jump活躍的漫畫家的名字。也提到《週刊少年Jump》特有的系統（問卷調查至上主義、專屬契約制度等），都和現實的《週刊少年Jump》相同。
登場的編輯如服部哲（服部ジャン＝バティスト哲）、雄二郎（服部雄二郎）、（金成圭）、相田（相田總一）、以及副編輯長的矢作（矢作康介）和瓶子（瓶子吉久）都是以現實的《週刊少年Jump》的編輯為原型。
2015年9月，為慶賀真人版電影上映，作者特別創作了前傳篇《BAKUMAN age13》，以高木秋人的視角講述了與真誠相遇之前不久的故事。

## 故事大綱
故事場景設置在埼玉縣谷草市。
抱著“無趣的未來，活著真麻煩”這樣無所謂的心情活著的中學生真城最高有一天突然收到同班的學年高材生高木秋人發出的邀請“和我搭檔一起成為漫畫家吧！”。很久以前秋人就抱著成為一名漫畫家的夢想，認為文采好的自己和擅長繪畫的最高組合的話，一定就能實現夢想，如此的熱切勸說著最高。然而最高卻毫不猶豫就拒絕了。小學六年級時，最高那職業漫畫家的叔父英年早逝，使得他從那天起放棄了成為漫畫家的夢想。
當天晚上，接到秋人電話來到愛慕的美少女亞豆美保家門前的時候，秋人使得受到刺激的最高忍不住對亞豆說到，“如果我們兩人的漫畫製成動畫的話，請和我結婚！”為了實現和亞豆的約定，最高決定和秋人一起邁向通往漫畫家的道路。對漫畫一無所知的兩人，把自己創作的漫畫拿到編輯部去希望可以成功連載，盡情揮灑熱情的兩人把青春賭在了漫畫上。兩人透過責任編輯服部哲的協助以“ 亞城木夢葉 ”為筆名出道連載，並且視暢銷漫畫家“天才高中生”新妻英二為競爭對手，彼此互相砥礪切磋琢磨的故事。

## 登場人物
聲優排序為 【（日本）；（香港）；（台灣）】

### 主要角色

#### 亞城木夢叶
亞城木夢叶（あしろぎ むと）（意思是實現亞豆、真城和高木的夢想）為筆名，秋人負責原作、製作分鏡稿，最高負責繪圖、製作原稿。
真城最高
本作主角。初登場時為中學3年級生，14歲。藍色頭髮。「最高」是以訓讀來發音，被高木刻意以音讀稱為「最哥」。
擁有繪畫天分，7歲時得過大臣賞。很崇拜身為漫畫家的叔叔，曾立志成為漫畫家，但是因為叔叔過世而放棄夢想，視成為漫畫家為一種賭博。對未來沒有任何想法，持有「即使做夢也是徒勞」的心態。暗戀同班同學亞豆美保，一日不小心將畫了亞豆的筆記本留在學校，同班同學高木秋人見後邀請他組成漫畫家組合。雖然最初抱持拒絕的態度，但在陰錯陽差下與亞豆訂下「漫畫作品動畫化，由亞豆為女主角配音後，兩人就結婚」的約定，因此開始往漫畫家的道路認真前進。
兩人以「亞城木夢叶」（意思是實現亞豆、真城和高木的夢想）為筆名，秋人負責原作、製作分鏡稿，最高負責繪圖、製作原稿。視天才少年漫畫家新妻英二為競爭對手，以18歲前將漫畫改編為動畫作為目標。
投稿第六屆金未來杯的作品《疑偵探TRAP》，與福田真太《KIYOSHI騎士》成為歷屆以來首次共同首獎的得主，隨後在連載會議上通過考驗，得以在《週刊少年Jump》連載。之後，因為維持連載太過疲累，引發肝炎住院，讀者流失太多，《疑偵探TRAP》因此被迫腰斬，之後再度策劃新作品。
出院後沒多久連載《跑吧！大發丹斗》，但是亞城木認為不足以擊敗新妻而請求編輯部同意了結，條件是亞城木必須在半年內畫出足以與《CROW》、《+NATURAL》匹敵的漫畫，否則必須離開《週刊少年Jump》。之後推出了《完美犯罪黨》，簡稱「PCP」，再度回到連載行列，但因為題材問題使得PCP遲遲無法動畫化，故考慮構思下部新作品。高木打算下部作品是邪道戰鬥漫畫，所以請最高畫一些角色，因為這樣能令高木從人物裹想出新作設定。之後高木選出一位角色，角色想得到了惡魔之力，即是惡魔授予給他的力量。這力量可以把自己的思想傳染給別人。但最高最後建議把故事寫得辛辣些，最後演變為辛辣的王道戰鬥漫畫，由主人公W（白惡魔）伸張正義與小悟（黑惡魔）戰鬥，把被黑惡魔洗腦的人們恢復原狀。
新作品《REVERSI》，短篇第一位，獲得694票，比新妻英二新作《ZOMBIE☆GUN》多2票，創出Jump新記錄。最後決定將《PCP》連載在《必勝Jump》的月刊，讓《REVERSI》在《週刊少年Jump》連載。《REVERSI》選擇在動畫化前連載完畢。175话中调查表人气和单行本销量都超过新妻英二成为《周刊少年Jump》第一漫画家。于最终话向亚豆求婚。
在角色人氣投票結果中得第二名。
高木秋人
主角。最高的同學。後為香耶的丈夫，最高為了回應秋人給他的尷尬綽號，反稱為其為「秋犯」，雖然其他人是稱他「秋仔」，但是最高說那感覺很帥所以不要。
褐色頭髮，戴眼鏡。雖然是學年第一名卻想成為漫畫家。文筆很好，會根據評審的喜好寫文章，因此常常得獎。原本很好的家境在幼時因為父親於辦公室政治失利而中落，因此厭倦那些看似穩定的正常生涯規劃。儘管以漫畫家為目標，還是把學習作為「保險」。雖然看過許多漫畫，但對畫漫畫本身的知識是幾乎等於零。
兩人以「亞城木夢叶」為筆名，秋人為原作、製作分鏡稿，最高為繪圖、製作原稿。以天才少年漫畫家新妻英二為競爭對手，以18歲前將漫畫改編為動畫作為目標。
投稿第六屆金未來杯作品《疑偵探TRAP》與福田真太《KIYOSHI騎士》成為歷屆以來首次共同首獎得主，在隨後的連載會議上通過考驗，得以在《週刊少年Jump》連載。之後，因為最高作畫太過勞累住院，《疑偵探TRAP》被迫腰斬，最高出院之後，秋人再度策劃新作品。
真城出院後連載《跑吧！大發丹斗》，之後與高木香耶結婚。但是亞城木認為不足以擊敗新妻而請求編輯部同意了結，條件是亞城木必須在半年內畫出足以與《CROW》匹敵的漫畫，否則必須離開《週刊少年Jump》。之後推出《完美犯罪黨》，簡稱「PCP」。再度回到連載行列。之後高木選出一位角色，角色想得到了惡魔之力，即是惡魔授予給他的力量。這力量可以把自己的思想傳染給別人。但最高最後建議把故事寫得辛辣些，最後演變為辛辣的王道戰鬥漫畫，由主人公W（白惡魔）伸張正義與小悟（黑惡魔）戰鬥，把被黑惡魔洗腦的人們恢復原狀。
新作品《REVERSI》，短篇第一位，獲得694票，比新妻英二新作《ZOMBIE☆GUN》多2票，創出Jump新記錄。最後決定將《PCP》連載在《必勝Jump》，讓《REVERSI》連載在《週刊少年Jump》。《REVERSI》現在連載完畢。
在角色人氣投票結果中得第五名。

#### 亞城木的伴侶
亞豆美保
女主角，最高的同學與暗戀的對象，本身也暗戀最高，看到最高會害羞臉紅。雖然很文靜且不太引人注目，但是她的容貌與氣質令秋人讚不絕口。立志成為聲優，曾把自己的聲音錄下來拿去演出公司。
與最高約定如果他的漫畫動畫化的話，女主角的聲優優先保留給她，也回應了最高結婚的約定。但是在夢想實現前兩個人不要見面，只以郵件互相勉勵，其郵件極為簡短（以真城五千字一個郵件的角度來看），回信的速度亦很快。國中畢業後，與全家搬離谷草市。
在參加了新人聲優的面試之後獲選，得到為動畫《聖視覺女學院高等部》裡的角色「早乙女寺泠夏」配音的機會，並被聲優雜誌選為「聲優界期待的美少女」之一。曾因為是否拍攝寫真集保障聲優的前途而苦惱不已，最後在最高的鼓勵下選擇拒絕。
《PCP》決定推出廣播劇CD時，最高指名她幫女主角安之城舞配音，于是她高興得答應配音。
在《REVERSI》決定推出動畫版後，與其他聲優一齊角逐《REVERSI》女主角「菜保」的角色，在展現對作品的用心以及熟練度後，以壓倒性的得票獲得該角色。
有替《SKET DANCE》中的小倉メグミ配音，於《SKET DANCE》動畫第31集中登場。（註：即早見沙織以亞豆美保的名義演出。）
在角色人氣投票結果中得第四名。
高木香耶（見吉香耶）
故事開始時為3年1組的女學生。亞豆的好朋友，高木秋人的妻子。
體育表現搶眼，並曾參加空手道的全國大賽得到全國第二。喜歡秋人，在國中畢業前即和秋人開始交往，並以成為手機小說家為夢想。但後來放棄了這個夢想，而改為協助亞城木實現夢想，並也和秋人定下口頭的婚約。
在《丹斗》順利連載後取得父母親的同意，跟秋人結婚（入籍，並住在一起）。

### 漫畫家

#### 福田組
由福田真太組成的新晉漫畫家伙伴，成員包括與他同年齡層、同時出道的亞城木夢叶、新妻英二、中井巧朗、蒼樹紅、平丸一也等人。這群「福田組」同伴亦敵亦友且互相協助。在自封組長、富於活力的福田帶領下會不定期集會，並曾作出在《疑偵探TRAP》停載時發起集體休刊的抵制運動、為阻止新妻將《CROW》完結而進行連載戰等富挑戰性的舉動。
新妻英治
出生於青森縣的天才漫畫家，初登場時15歲，但作畫資歷已有10年。曾創下同時包辦手塚賞優勝與準優勝的紀錄，被編輯部視為十年難得一見的巨星，以作品《CROW》開始在《週刊少年Jump》連載。連載後搬往東京。又譯新妻英治。
基本服裝是黑色休閒服，時常在連載《CROW》時在背上插了數枝羽毛刷，在作畫時會發出作品裡的效果音，自稱不畫漫畫就會無法呼吸而死，言行與肢體動作隨性而破天荒，帶著點奇人異士的風格。
初登場時曾提出「如果我的作品得了第一，请给我一个可以终止我讨厌的漫畫的权力！」的驚人要求，實際卻是個率直沒心機的人，自《這個世界靠錢與智慧》開始就十分喜歡亞城木的作品，將最高和秋人當作朋友與勁敵。和擔任過自己助手的福田、中井關係也很好，在兩人得到連載時也是毫無芥蒂的恭喜兩人。
故事中天才型漫畫家（本能的畫出符合時下讀者喜好的作品）的代表人物，對他人的作品也每每作出精準的判斷與評價（曾準確的判斷金未來獎的得獎名次）。畫工優異的同時還擁有超乎常識的作畫速度，能在不到半小時的時間內畫五十張分鏡稿，除了《CROW》之外，在服部的介紹下與秋名愛子合作連載《+NATURAL》，成為第一個在《週刊少年Jump》上同時連載兩部作品的漫畫家。但他不擅長畫戀愛漫畫，在「人氣作家戀愛漫畫家短篇祭」中落敗。作品《CROW》、《+NATURAL》均改編成動畫，還曾上電視宣傳作品。
在2010年度角色人氣投票結果中得第一名。
福田真太
《週刊少年Jump》編輯部期待的新人漫畫家之一。銀色長髮，初登場時19歲，總是戴著頭巾，在高木與見吉結婚時有拿下。出生於廣島縣，與新妻一樣隻身一人離鄉到東京追求成為漫畫家的夢想。
得過多次手塚賞卻兩次輸給新妻，是秋人眼中比他和最高更有連載希望的作家之一。與新妻和亞城木在同期的《赤丸Jump》刊登作品，但只拿了人氣投票第五名。之後在雄二郎的介紹下擔任新妻的助手，以《KIYOSHI騎士》在金未來杯獲得與亞城木《疑偵探TRAP》並列優勝的好成績，之後雖然在連載會議一度敗陣，但仍在後一次會議正式成為Jump連載作家。
說話有些輕浮刻薄，擔任新妻助手期間對始終混不出名堂的前輩中井完全沒有任何尊敬之意還常出言諷刺。但實際上是個想法實際，努力（這點可以從為了支付在東京的開銷而身兼多職，同时卻不忘創作的努力可看出）且路見不平的熱血漢，曾多次於私於公的幫助亞城木、蒼樹、中井等人。喜好摩托車，擁有壹台重型摩托車，並在得知亞城木將推出不遜於新妻作品的《PCP》後，以此為題材創作出大人氣的新作《賽車手GIRI》。
對現在發行的《週刊少年Jump》有許多的不滿。喜歡的連載作品是。另外，雖然自稱「廣島的羅密歐」，但似乎沒有戀愛經驗。
在2010年度角色人氣投票結果中得第七名。
中井巧朗
秋田縣出身（真人電影版為埼玉縣秩父市），初登場時33歲，身材肥胖，新妻開始連載時最先出現的兩位助手之一。十年前得過一次月例賞。
有著長年鍛練出來的出眾畫工，擅長畫背景及效果線，速度快且精緻度高，但有著不擅長編劇的致命傷。在各個人氣作家的門下擔任助手工作十餘年，因此經常被福田嘲笑為專職助手，但仍懷抱成為連載漫畫家的夢想。
在與STOKIN入選作者蒼樹紅搭檔後畫出作品《hideout door》並參加金未來盃得到連載的機會，也因而對蒼樹抱持著異常的愛慕與期待，《hideout door》結束之後做了高濱昇陽連載作品《Business boy謙一》的助手，又一廂情願的喜歡上加藤奈津實，最後兩頭落空，只好返回家鄉務農。
回鄉度過了不工作也沒有結婚對象的米蟲生活後，體型變得更加肥胖；某日七峰透延攬加入助手群，憑藉著豐富經驗而成為助手組長。因向七峰網路聊天室的幫手們透露了作品真正的排名名次，而遭到七峰開除。
被七峰開除助手組長工作再度失業後，趁著酒意騷擾蒼樹紅，與前往關心蒼樹的平丸大打出手，兩人在扭打中了解了雙方對漫畫的心意，最後成為了平丸的助手。
動畫版中最終瘦身成功，並參加平丸及蒼樹的婚禮。
蒼樹紅
本名青木優梨子，女性漫畫家，初登場為大學3年級生。臉頰上有一顆愛哭痣的文靜美人，最高第一次見到她時曾說「感覺跟岩瀨有點像」。是岩瀨同一所大學的學姐。
曾在少女漫畫雜誌《瑪格麗特》刊載過三部短篇，在STOKING入選獲得亞軍，與中井巧朗搭檔繪製《hideout door》投稿金未來盃，與男性漫畫家價值觀恰好相反，較欣賞藝術性的漫畫作品。
早期給人冷漠高傲的印象，但其實是她不善交際的個性帶給旁人的誤解，對自己沒有戀愛經驗且朋友不多有難以啟齒的煩惱，在《hideout door》結束，開始準備《青葉時節》時開始與高木、福田產生交流，而漸漸讓人看出她單純的一面，並且漸漸喜歡上高木。後跟亞豆、見吉成了朋友。
《青葉時節》連載完結後參加了人氣作家短篇祭，以擅長的幻想戀愛題材取得了第一名，並在被平丸邀請她喝茶時發生的追逐中對平丸有了好感，在天橋上接受了平丸認真的告白，在第160回時答應了平丸的求婚。
在2010年度角色人氣投票結果中得第八名。
平丸一也
與亞城木同次連載會議取得連載的新人漫畫家，36話初登場時26歲。原本是對漫畫一無所知的上班族，偶然在電車上看了少年Jump，因為感覺自己也畫得出來而辭職投稿，與新妻一樣是本能的畫出有趣漫畫的天才型漫畫家，以投稿作《海獺11號》一炮而紅。並有許多週邊商品。
留著披頭髮型，眼白很大，通常穿著白襯衫跟黑色吊帶褲。個性喜歡抱怨卻又容易被人牽著鼻子走，當初畫漫畫的動機是想偷懶、不想過上班族的生活，後來才發現漫畫家的工作全年無休，因此老是想著要休刊。有溜去找別的漫畫家訴苦的逃亡癖，但其實是靠著這種方式紓壓而能長期連載的漫畫家類型。
與發掘並擔任責任編輯的吉田兩人之間互動非常有趣，在被吉田用各種方式哄騙著繼續連載的同時也會主動吐嘈吉田要拿出幹勁來騙他畫。因為作品大受歡迎，擁有保時捷跑車與高級住宅（雖然是吉田為了用分期付款壓力逼他不得不畫而慫恿他買的）。一直想要交可愛的女朋友，後來則是明確的要追求蒼樹紅，但每次都失敗，甚至連讓蒼樹發現自己的心意都沒辦到，而關於蒼樹紅的情報更變成吉田吊他胃口的法寶之一。
連載四年的《海獺11號》結束後，被吉田以「與蒼樹正式交往進而結婚」為誘餌催促創作參加人氣作家短篇祭的作品《我不吃這一套》，因獲得參賽作品第二名而得到了準連載的機會。但大出吉田意料的是，平丸竟利用機會擺脫了他而與蒼樹告白，更獲得了蒼樹的首肯；不過因為蒼樹表示喜歡認真作畫工作的人，所以仍得繼續畫下去。對蒼樹紅的暱稱是「優梨梨」，在第160回時向蒼樹紅求婚成功。
酒品很差，幾乎每次新年會都有酒醉出洋相的情形發生。並有在家中大量蒐集自己作品《海獺11號》週邊商品的一面。
在2010年度角色人氣投票結果中得第三名。
值得一提的是二次元的人群中有人怀疑平丸的原型是富坚义博（根据未知原因长期脱稿和同为漫画家的妻子）。而且还有人怀疑作品中的其他漫画家在三次元中都有相对的模型。也有认为原型是鸟山明（在公交车上看到漫画书就转行画漫画的情节）。
高濱昇陽
37話登場，以港浦帶來擔任《疑偵探Trap》助手的身分出場，比亞城木雙人組大一歲。
一開始的態度冷漠，是造成工作室氣氛尷尬的問題兒，但後來私下向最高表示很尊敬就讀高中就開始連載的亞城木，並希望畫出如華特·迪士尼般受歡迎的作品，因而成為亞城木志同道合的朋友。
以短篇《BB謙一》獲得週刊少年Jump上異例的好成績，得到連載機會，但卻不滿於責任編輯港浦對自己正式連載作品風格的修改，在《BB謙一》腰斬後到編輯部向佐佐木編輯長要求更換編輯。不過被編輯長以「畫不出想畫的作品是作者的問題」為由拒絕。
在亞城木連載《丹斗》時再度擔任助手，並被亞城木結束《丹斗》的魄力激勵，以再連載為目標開始努力。在《PCP》連載後的次一次連載會議以法庭漫畫《正義的三肩》獲得連載權，如今已是能與亞城木與福田等人分庭抗禮的實力派作家。

#### 其他漫畫家
岩瀨愛子
最高和秋人的國三同班同學，才色兼備的優等生，但自視甚高的態度讓秋人覺得她其實很笨。和秋人互相競爭學年第一的同時對他懷有好感，無法理解秋人放棄學業成為漫畫家的夢想，放棄了對秋人的愛慕之意但仍耿耿於懷。
高三時以秋名愛子的筆名發表藝文小說，得到小說昴新人賞，進入東應大後藉由蒼樹的關係與高木再次見面，出於想藉由勝過高木得到高木認同的競爭心態，轉而從事漫畫原著。其豐富的想像力得到服部哲的讚賞，在服部指導下完成的作品《+NATURAL》藉著新妻的繪製而成功，也成為亞城木決定結束《丹斗》的重要因素。
喜歡才智卓越的男性，在高木與見吉結婚時宣言自己喜歡服部，並展開追求，而在追求其間亦顯出其性格魯莽的一面。然而這造成了服部的困擾，結果導致編輯部作出將服部與港浦交換負責作家的決定。在更換編輯後曾一度顯得頗為偏執的敵視服部與亞城木，在亞豆拒絕《+NATURAL》聲優甄試時更想要不擇手段的報復亞城木，後在得知亞城木半年內贏不過自己就得腰斬後選擇與他們堂堂正正的競爭，並想出讓《+NATURAL》與《CROW》主角跨作品共演的方式拉抬人氣，不過最後仍不敵《PCP》精彩的連續劇情單元。事後漸漸認同了高木與自己是競爭的同伴的觀點，但還是很計較與亞城木的高低之爭，因為高木跨刀《戀太與匹斯》的腳本而執意要創作第二篇漫畫腳本。
曾經與高木打賭，如果PCP的人氣贏過+NATURAL，自己就要全裸倒立走集英社大樓一圈，但並沒有兌現。
在2010年度角色人氣投票結果中得第十名。
靜河流
於71話初登場，與亞城木雙人組同年，高個子、黑髮、戴眼鏡的隱蔽青年，將對社會的敵意與不滿表現在自己的漫畫裡。
初投稿作品《斜本》因過度黑暗的風格而無法刊登，但卻得到擔任評審的新妻的激賞，稱他為「100%的自我投影型作家」。由於長期自我封閉的關係，極端不擅人際互動且缺乏抗壓力，但在責任編輯山久耐心的交流下慢慢改善。
因與亞城木同一時期爭取連載，以及同樣偏邪道的風格而成為連載會議上的競爭者，之後在週刊少年Jump連載《True Human》正式出道。之後一度發生沉迷於上酒家影響作品水準的狀況，所幸後來及時醒悟。是故事中少數與福田組沒有互動的主要漫畫家角色，因此關於他的狀況多半都是被稍稍提及。
在第二、三季動畫中無出場，理由同作品內容。
白鳥俊（聲優：井口祐一（日本）；梁偉德（香港）；雷碧文（台灣））
服部為《PCP》連載找來的兩名助手之一，長相秀氣到像女孩的男生，外表跟個性給人溫順悠閒的印象，因為喜歡畫畫，美術大學落榜後畫了插圖寄到JUMP編輯部而被請為助手。雖然幾乎沒有漫畫經驗，但因為畫風與真城最接近而被選為主繪助手。擔任助手期間曾經不留情的譏諷森屋的漫畫觀，事後兩人的互動老是有點針鋒相對，但對兩人來說倒是普通的互動模式。
其實是化妝品公司老闆家的小少爺，家族構成除了父母還有一名叫人美的姊姊；喜歡狗，家中養有四隻，其中尤以通人性的阿爾卑斯大白犬匹斯與他最親近。在高木的鼓勵下創作了以自己與匹斯為人物原型的漫畫《戀太與匹斯》，並在服部的建議下由高木擔任腳本，卻受到鄙視漫畫家工作的母親反對，因而離家出走，但在眾人與人美的聲援下反抗了母親的命令。最後取得了連載機會，而高木也感覺到不該分心在他人的作品上，轉而對白鳥進行訓練，讓他能獨自編劇與作畫。
由於出身富有的家庭，有點不食人間煙火，在自理生活上鬧過不少笑話。
作品後來遭到腰斬，動畫版於結局時再次將自己的作品推向連載排程。
七峰透（聲優：立花慎之介（日本）；李致林（香港）；賀宇傑（台灣））
價值觀受亞城木夢叶的漫畫《這個世界靠錢和智慧》影響，工於心計，為達能夠連載在Jump不擇手段的漫畫家。以邪道的心理戰鬥故事《真實的教室》投稿Treature新人賞，獲得亞城木以及Jump編輯部的好評，但因故事情節過於灰暗不適合在讀者群以少年為主力的少年JUMP上連載，隨即被要求更改情節以適合讀者群，但七峰卻擅自將原稿公佈在網路上，引起了大量注意及討論，趁著與總編輯會面的機會，提出了新短篇《緊張與伴隨而來的氣體》，並獲得了連載的機會。之後為了長期連載將短篇劇情做改變，並將標題改為《有意義的學園生活所需要的那個》；起初以開朗健談的個性以及劇情豐富多端的變化使編輯部認為是有才華而且好溝通的天才作者，但是事實上七峰是以網路上的聊天室招募50名網友，以網友的意見及知識來進行編劇。原本的《真實的教室》也是藉由4名網友意見而完成。
為了達到打倒亞城木夢叶，不惜運用家中財力建立了公司SHINJITSU CORPORRATION，透過大量的試閱者提供意見並僱用專業漫畫家來完成分鏡稿，初期提供了許多位已被編輯部宣告戰力外的資深漫畫家分鏡稿來試探編輯部，但最後七峰傾公司全力推出的短篇依然無法達到與佐佐木總編輯的約定：「進入讀者投票的前三名」。
動畫版中刪除掉成立公司來創造劇情的部份，變成網友事件後改過向善，於結局時成功靠自己的力量推出新連載。
間界野昂次（聲優：森久保祥太郎（日本）；梁偉德（香港）；賀宇傑（台灣））
影歌雙棲的知名音樂人，藝名KOOGY（コージィー）。繪製漫畫短篇投稿金未來盃，所畫漫畫在風格上不太適合少年漫畫，卻想以其高知名度在報上公開替作品拉票，因此遭福田真太、亞城木夢叶、中井巧朗到Jump編輯部抗議。
因為對靠歌迷灌票的方式獲得支持的方法太過自信，草率準備參賽作品的結果是，人氣與支持度皆遠遜於對手的慘敗。不過其知名度與功力仍被Jump SQ看上，一度被安排與蒼樹紅合作連載。但後來因蒼樹決定繼續與中井合作《hideout door》而改為獨立連載。
之後狀況不明，但最高、秋人在《疑偵探TRAP》被腰斬時曾羨慕過還在Jump SQ連載中並登上封面的他。
東美紀彦
在二流雜誌勉強為生的老漫畫家，曾是真城信弘的助手。在七峰透的公司幫助下連載《內褲大作戰》，後遭七峰過河拆橋，在服部哲的激勵下，打敗七峰並親手終結自己的漫畫家生涯。成為漫畫家的動力來自對川口太郎的敬佩。在擔任川口的助手時，見證了川口堅持不懈的作畫決心。
川口在東面前提及，自己已經拜託最高的爸爸和爺爺，如果將來最高打算成為漫畫家，請不要阻止。後來東美將這話通過服部哲轉告給了最高。川口竭力作畫而去世，東受到了打擊。決心要代替川口太郎老師在《少年周刊JUMP》上畫下去，直到最高成為漫畫家為止，可惜最終沒能如願，轉為在二流雜誌工作。
作為老漫畫家，有一定的作圖實力，尤其擅長畫可愛的女孩子。有著作為漫畫家的尊嚴，當編輯港浦吾郎因其年長對其展露厭惡的表情時，毅然離開了編輯部。有自己的主見。《內褲大作戰》接連得到短篇刊載和集中連載，但東卻對七峰團隊運作的模式產生了懷疑，擔心自己是否能連載下去，因此與服部編輯討論。
年輕時曾在集英社嘗試刊載，瓶子吉久是他當時的編輯。但甚至沒有在《少年周刊JUMP》上刊登過短篇。2002年前後，在漫畫家川口太郎（即真城信弘）的最後連載期間，是川口的助手。常年混跡於非主流雜誌，曾在《少年周刊THREE》上連載，但由於故事脈絡不清，總是一味地露內褲，全部遭到腰斬。
由於動畫製作組刪掉了七峰透篇第二部分的全部內容，東美紀彥在動畫中未登場。
石澤秀光（聲優：宮田幸季（日本）；伍博民→鄧港文（香港）；李景唐（台灣））
最高、秋人的國中同學，擅長畫時下流行的萌系美少女插圖，然而性格差勁，畫圖的目的是自抬身價，還自居專家的批評別人的漫畫。
在最高和秋人合作的《1億分之》手塚賞最終候選落選時，跑來嘲笑最高的畫而被秋人揍了一頓。受了刺激的石澤為了還以顏色也開始朝漫畫家努力，竟然也以高中生的身分在漫畫雜誌「恰拉綺拉COMIC」上連載起四格漫畫。
後來和最高與秋人上了同一所大學。低俗的個性未見改善，一開學就跑去大學漫畫社自吹自擂，還在秋人帶蒼樹紅來找他幫忙時提出裸體作畫的要求。
原作版中最後過著沒再繼續畫漫畫無所事事長逹五年，整天關在自己房間吃零食、看動畫、上網搞得身材肥胖的自閉生活。
後來上網看到北見莉莉佳的部落格的文章，寫上關於亞城木夢叶的其中一人跟北見莉莉佳尊敬的聲優正在交往中的事就猜到最高跟亞豆正在交往，於是石澤到匿名上網的留言板假裝用中學同班同學的身份在網路到處爆料最高跟亞豆正在交往的事來陷害最高和亞豆讓他們失去很多粉絲的支持。
大石浩二（聲優：大石浩二（日本））
真實世界的集英社漫畫家，於37話新年會時串場出現。
其作品《遛鳥小童》單行本亦有後續連載中亮相。動畫版則請到本人為該角色配音。

#### 漫畫家助手
小河直人（聲優：下山吉光（日本）；張錦江（香港）；李景唐（台灣））
亞城木連載《疑偵探TRAP》的首席助手，是位經驗豐富的職業助手，能夠迅速指揮助手完成工作，對當時還是新手的亞城木幫助很大，但相對的酬勞相當高。個性有點神經質，有妻小，因此同時兼任三部漫畫的助手。
加藤奈津實（聲優：本多陽子（日本）；黃淑芬→羅孔柔（香港）；雷碧文（台灣））
亞城木連載《疑偵探TRAP》的助手，36話初登場時約27歲，戴眼鏡的女性，跟小河一樣滿足於擔任助手，喜歡年紀比自己小的男性，曾經暗戀真城最高，但在醫院見到亞豆後放棄。
《疑偵探TRAP》被腰斬後，又輾轉擔任高濱昇陽和蒼樹紅的助手，期間曾發生她因崇拜中井其高超畫工的態度而被中井誤以為她喜歡他的誤會。蒼樹紅的《青葉時節》結束後又因為白鳥旬辭去助手專心在自己的作品《戀太與匹斯》而再度成為亞城木的助手。
折原一力（聲優：興津和幸（日本）；張方正（香港）；李景唐（台灣））
亞城木連載《丹斗》時加入的新人助手，曾得過手塚賞佳作，活力充沛的職場氣氛製造機性格，不過在畫技上似乎不如後進的森屋與白鳥，有個年紀差的頗多的弟弟。
森屋秀一（聲優：酒卷光宏（日本）；林筠翔（香港）；賀宇傑（台灣））
服部為《PCP》連載找來的兩名助手之一，留著長髮並有像狐狸的細長眼睛的青年，曾得過手塚賞的最終後補。因為立志成為專業漫畫家而從藝術專門學校休學，個性上有點恃才傲物；對漫畫的觀點傾向於應該表現藝術性與作者的風格而非商業性，因此對Jump的讀者回函制頗有微詞。
對沒有明確漫畫家目標卻跑來當助手的白鳥感覺不對盤，兩人間的互動旁人看來總有點火藥味，但兩人都說是很正常的互動。由於曾將作品分鏡稿交由JUMP編輯服部先生過目，但不受賞識，而私下聯絡其他雜誌以求連載機會，但被該雜誌編輯以同樣理由批評作品，不過編輯亦表示願意培養森屋。
安岡（聲優：川原慶久（日本）；巫哲棋（香港）；劉傑（台灣））
福田的助手，有著顯眼的龐克頭與重金屬風格的打扮，自稱因為喜歡老派的搞笑所以擔任福田的助手。會幫福田的連載出主意（因為福田會給點子獎金），但點子反應不好的時候兩個人會打起來，總的來說感情不錯，第五集的封面人物之一。
野中忍（聲優：酒巻光宏（日本）；賀宇傑（台灣））
福田連載《賽車手GIRI》之後找來的助手，有著飛機頭髮型和小鬍子。

### 週刊少年Jump編輯部

#### 相田組
服部哲
《週刊少年Jump》編輯部的編輯，相田組組員。在最高和秋人毛遂自薦的處女作《兩個地球》中看出了兩人未來的潛力，擔任兩人赤丸與金未來盃時期的責任編輯，致力於將兩人培養成為不遜於新妻的漫畫家，時常做出厲害的策略幫助亞城木成長。
為人深思熟慮，很早就看出亞城木雙人組擅於邪道故事性漫畫的特長，是編輯部內公認最瞭解亞城木的編輯，同時也得到最高與秋人完全的信服，整體來說是相當好的編輯與漫畫家組合。並不認為高中時代出道對亞城木有好處，不過仍盡心支持《疑偵探TRAP》的創作，並藉綿密的模擬連載戰略在連載會議上取得連載權。然而因為已擔任《ONE PIECE》等兩部作品的責任編輯，不得不將《疑偵探TRAP》交給後輩港浦負責。
非責任編輯時期仍然注意著亞城木的情況，曾在福田組發起抵制編輯部《疑偵探TRAP》休刊決定的罷畫騷動中提出折衷的解決方案，更注意到亞城木在《疑偵探TRAP》完結後爭取連載的作品雖精采卻欠缺琢磨醞釀的盲點。之後在小說昂編輯谷中的介紹下認識岩瀨愛子，肯定其才能的同時亦決定藉她與高木的競爭關係刺激亞城木的鬥志，指導創作出《+NATURAL》，並提出由新妻惠一兒作畫的奇策，獲得大成功。
《丹斗》完結後與港浦結成共同戰線，給予亞城木「在嚴肅的作品中自然的加入搞笑」的課題，成為《完美犯罪黨》誕生的重要關鍵。但在同時卻對岩瀨過度殷勤的追求感到難以招架，更在書局中尋找及購買跟處理男女關係的有關書籍作為參考。在向相田組長反應後，意外的再次成為亞城木的責任編輯。然而此安排被岩瀨理解為「被高木與服部拋棄」，並激起其復仇心理，宣言不會再相信男人及誓以其作品《+NATURAL》來打敗高木及服部的《PCP》。
嘴唇長的像章魚，有菸癮，與真城等人通電話時常會以此為藉口跑到吸菸室去，故事早期有在語尾發出「哈哈哈」的笑聲來緩和氣氛的習慣（動畫版中亦有加以表現）。
港浦吾郎
《週刊少年Jump》編輯部的編輯。在亞城木夢叶的作品《疑偵探TRAP》確定連載後接替服部哲，成為亞城木夢叶的新任責任編輯，同時也是高濱昇陽投稿時代起的責任編輯。
初登場時23歲，為資歷一年的新人編輯，為人處事看來雖粗放但卻俐落，個性豪爽，原本很擔心是否不適應新編輯的最高和秋人也很樂意合作。經驗上略顯不足，在面對連載中的方針、排名問題有點手足無措。
對於旗下漫畫家的經營策略注重於取得連載與穩定名次而非名列前茅，由於本身喜歡詼諧風格的漫畫，且相信喜劇漫畫較易取得穩定排名之故，而有無視作家專長一意強求其創作喜劇漫畫的舉動。上述行為導致了其與亞城木夢叶在《疑偵探TRAP》結束後在新作創作上的對立，兩相妥協的結果為推出名次穩定但卻無法充分發揮亞城木特長的《奔跑吧！大發丹斗》，而他對高濱作品《Business Boy 健一》風格的過度干涉也導致了作品遭腰斬與遭到高濱強烈不信任的問題。
在亞城木自願結束《奔跑吧！大發丹斗》後想法漸有改變，開始領悟到讓作家充分發揮與追求頂尖作品的重要性，進而有了在看過《PCP》原稿後退還高濱原稿的擇善固執之舉，使其創作出叫好叫座的《正義的三肩》。不過卻在《PCP》獲得連載的同時接到了與服部交換責任作家的調令，轉而擔任岩瀨愛子的《+NATURAL》責編一職，對岩瀨咄咄逼人的強勢態度有些招架不住。
相田聰一（聲優：風間勇刀（日本）；陳永信（香港）；賀宇傑（台灣））
《週刊少年Jump》編輯部的編輯組長，組員有服部哲、港浦吾郎以及小杉。34歲。曾經是蒼樹紅與中井巧朗作品《hideout door》的責任編輯。
故事早期曾提及他對新人作品頗為嚴格與毒舌，但後續劇情中並未強調這一點，由於亞城木歷任責任編輯組長的身分，在歷次編輯會議中扮演著亞城木作品推銷者的角色，因為圓胖的身材而在忘年會上被大家戲稱為小熊維尼。
在佐佐木編輯長調職至《必勝Jump》、瓶子副編輯長升任《週刊少年Jump》編輯長後升任《週刊少年Jump》副編輯長。
金成圭（聲優：興津和幸（日本）；賀宇傑（台灣））
《週刊少年Jump》編輯部的編輯。動畫版最後結局成為白鳥旬的責任編輯。
小杉達朗（聲優：梶裕貴（日本）；李凱傑（香港）；李景唐（台灣））
相田組的新人編輯，是港浦的後輩，負責的作者是七峰透，對於七峰有作畫實力卻不願採用正統方式創作感到無力。

#### 中野組
服部雄二郎（聲優：野島裕史（日本）；伍博民→劉奕希（香港）；黃天佑（台灣））
《週刊少年Jump》編輯部的編輯，特徵是類似爆炸頭的蓬鬆髮型，與服部哲同姓，在故事中普遍以雄二郎稱之。
與服部屬同一輩的年輕編輯，因為自手塚賞即開始接手的關係，成為新妻英治的責任編輯。曾經因為未掌握住與新妻的溝通方式，險些釀成新連載開天窗的事件。但由於新妻《CROW》的大受歡迎，現下已被視為有實績的編輯。除新妻外也擔任福田真太的責任編輯。
與服部相比個性比較大而化之，視Jump採用的排名制度為理所當然，跟個性強烈的福田老是吵個沒完，但其實對旗下漫畫家頗為包容。由於曾在赤丸上競爭，所以也將亞城木、服部視為新妻與自己的競爭者，之後關係和緩不少，常和服部討論亞城木的狀況，並且接受了服部讓新妻為《+NATURAL》作畫的提議。另外在命令福田結束《KIYOSHI騎士》投入新作創作時也表現出果斷的一面。
在中野組長調職至《必勝Jump》擔任副編輯長後升任編輯組長。

#### 吉田組
吉田幸司
《週刊少年Jump》編輯部的編輯組長，負責平丸的《海獺11號》。在編輯部內給人深思熟慮的形象，對作品的看法銳利且與眾不同，對亞城木夢叶的關注與理解僅次於服部，雖非亞城木的負責組長卻在歷次編輯會議上相當支持他們的邪道風作品。
作為天才漫畫家平丸的發掘者，在為他的任性與惰性傷透腦筋的同時，卻也掌握住平丸沒主見與欠缺思慮的人格特質，發展出一套獨特的策略哄騙威脅平丸持續創作。故事中更常刻意在他哄騙平丸的橋段裡把他的臉畫成被影子半遮的樣子，讓人不由得懷疑他是否對操弄平丸一事樂在其中。
人物原型是大場與小畑健上一部合作作品「死亡筆記本」的責任編輯，在角色人氣投票結果中得第九名。是唯一進入前十名的編輯。有毒舌家的一面，已婚，口頭禪是「自做自受」。
山久雅和（聲優：坂卷學（日本）；蕭徽勇（香港）；劉傑（台灣））
《週刊少年Jump》編輯部的編輯，吉田組成員。初登場時23歲，是晚港浦一年進入編輯部的菜鳥編輯，附帶一提，山久的名字早在第五冊的新年晚會就被提到，但本人卻要到第七冊才初次登場。
個性有點輕浮且愛耍小聰明，和港浦互相較勁，但不得不承認是個精明且盡心的編輯。在《hideout door》確定腰斬時說服蒼樹紅以戀愛題材繼續在《週刊少年Jump》連載，負責並推出《青葉時節》。同時還擔任新妻力薦的靜河流的責編，由於靜河個性古怪，曾取巧的用網路聊天來引導靜河作畫，結果在赤丸排名落敗後落得被靜河斷絕通信的下場。事後開始耐心的與靜河交流接觸，投注了極大的心力指導靜河回歸社會，最後以《True Human》正式取得連載。

#### 管理層
佐佐木尚
《週刊少年Jump》編輯部的總編輯。前川口太朗的責編。因為川口太朗的前車之鑑，在最高住院期間強制決定《疑偵探TRAP》休載至亞城木畢業，後來妥協將《疑偵探TRAP》休載至真城出院。
因新刊物月刊《必勝Jump》而轉調，將《週刊少年Jump》總編輯一職交由瓶子擔任。現在是《必勝Jump》編輯部的總編輯。
瓶子吉久（聲優：川田紳司（日本）；朱子聰（香港）；劉傑（台灣））
《週刊少年Jump》編輯部的副總編輯。41歲。自稱是亞城木派的。個性冷漠愛耍帥，劇中常擔任責備人的角色，但私底下也有熱情一面。
在佐佐木轉調後接任《週刊少年Jump》編輯部的總編輯。
鳥嶋和彥（聲優：中村秀利（日本）；林保全（香港）；黃天佑（台灣））
集英社的常務董事，前JUMP編輯長。為川口太朗作品《超英雄傳說》中的取締超人及中反派角色馬斯特博士的原型。於後其故事中為《必勝Jump》創刊而處理編輯部的人事調動。

### 主要人物的家族

#### 真城家
真城信弘（聲優：濱田賢二（日本）；雷霆→蘇強文（香港）；賀宇傑（台灣），演：宮藤官九郎）
漫畫家，筆名川口太朗。
最高的叔叔，也是他的心靈導師。為了和中學時喜歡的女性春野美雪結婚而成為漫畫家，在大學時代立志成為漫畫家，兩人互通書信，但始終沒有告白。當作品動畫化時已經30歲，對方也早已結婚。代表作是《超英雄傳說》。在讀者問卷中得過2～20名的名次，唯獨第1名一次也沒有。
即使在心上人結婚後依然努力從事漫畫工作，是影響最高走上漫畫家路最多的人。創作速度驚人，其工作室在他過世後由最高的爺爺交給最高與秋人使用。於最高國小六年級時去世，因過勞而死，得年39歲。最高父母告訴最高他是操勞過度而死，最高本認為他是自殺，但在看過他的工作室後改變了想法。
真城昌弘（聲優：宇垣秀成（日本）；陳永信（香港）；黃天佑（台灣））
最高的父親，信弘之兄。雖然因為漫畫失去了弟弟，但是鼓勵兒子走上漫畫家之路。
真城加代子（聲優：比嘉久美子（日本）；沈小蘭（香港）；許淑嬪（台灣））
最高的母親。因為小叔之死，最初反對最高成為漫畫家，但是最後還是選擇相信最高。
真城二三男（聲優：長（日本）；黃子敬（香港）；李景唐（台灣））
最高的爺爺，真城昌弘與信弘的父親。雖然身為漫畫家的兒子過勞死，但是在聽到孫子最高選擇成為漫畫家後，還是將信弘工作室的鑰匙交給最高使用。動畫版中，不但看過信弘的漫畫還把臺詞記的一清二楚。

#### 亞豆家
亞豆美雪（聲優：井上喜久子、原田瞳〔廣播劇〕（日本）；林元春（香港）；雷碧文（台灣））
美保的母親，舊姓春野。信弘的初戀對象。初登場時42歲，育有美保以及另一個讀小學的女兒美奈。和亞豆長得非常像，燙著蛋捲頭。
亞豆美奈（聲優：日高里菜（日本）；曾秀清→何寶珊（香港）；雷碧文（台灣））
亞豆家次女，美保的妹妹。

#### 高木家
高木的母親（聲優：勝生真沙子（日本）；雷碧文（台灣））
在秋人幼年時，因為丈夫為上司背黑鍋被公司開除，而逼迫秋人讀書為父親復仇。最後和秋人大吵一架，從此放任秋人做自己想做的事。

#### 見吉家
香耶的父親（聲優：樫井笙人（日本）；李景唐（台灣）；李錦綸（香港））
在秋人提親時初次登場，經營房屋仲介，並在道場教授空手道。同時也是真城信弘（最高叔叔）的好友，國中時兩人曾共同暗戀春野美雪（亞豆美保母親），但告白失敗後看出美雪喜歡信弘，而開始支持信弘追求美雪。

### 劇中劇角色
《超英雄傳說》
- 英雄超人：本來是平凡中學生，因為喝下某種藥水而成為超人。
-  漢浪漫超人：實力很弱小的超人，但為了公主非常努力。
- 取締超人：以當時JUMP編輯長鳥嶋和彥為原型設計的超人。

《CROW》
- CROW：《CROW》的主角，可變身為烏鴉人。第六集封面人物之一。

《海獺11號》
- 海獺11號（聲優：諏訪部順一（日本）；劉傑（台灣））

《海獺11號》的主角，海獺人。雙手能變成石頭。在角色人氣投票結果中得第七名。是唯一進入前十名的漫畫角色。
《PCP完美犯罪黨》
- 道本真（聲優：藤村步（日本）；雷碧文（台灣））

PCP完美犯罪黨成員，外表為一普通的黑髮少年，執行完全犯罪時會戴上眼鏡。手機上擁有各式各樣方便的吊飾工具。
- 安之城舞（聲優：早見沙織（日本）；許淑嬪（台灣）；陳皓宜（香港））

PCP完美犯罪黨成員，酷愛推理小說的女孩，受到兩個男生邀請加入。
- 德長實（聲優：比嘉久美子（日本）；許淑嬪（台灣））

PCP完美犯罪黨成員，為一白髮少年，曾輕而易舉識破阿真的完美犯罪，而後邀請他共組PCP。
- 明知（聲優：田村睦心（日本）；許淑嬪（台灣））

PCP完美犯罪黨的對手，PCP班上個性精明像個偵探的一名同學，立誓揭發PCP真實身份。

## 劇中劇
僅介紹作中登場的主要漫畫作品。

### 亞城木夢的作品

#### 連載作品
疑偵探TRAP（疑探偵TRAP）
第1部連載作品，也是最高和秋人的第5部作品。為了推出超越「Angel Days」的作品，秋人要求最高讓他在高一暑假獨自轉換心情並尋找靈感。在原案遲遲沒有進展之際，服部應同事雄二郎的拜託，徵詢兩人的意見以確認最高願不願意在暑假期間當新妻的助手。認為可以從新妻身上學到東西的最高決定去幫忙。在和新妻以及另一位助手福田暢談各自對漫畫的觀點後，最高發現新妻和福田對故事角色的靈感多來自小時候畫的漫畫。於是他隔天就辭職回家翻舊稿，最後相中一篇以詐欺師為主角的偵探漫畫。相信秋人很擅長這個題材的他馬上打電話過去，但卻發現他和女友香耶在一起。懷疑秋人沒有認真想原案的最高開始心生芥蒂。之後因為秋人沒有依約在暑假結束前交出分鏡稿，讓最高決定兩人今後拆夥…。
之後最高主動告知服部拆夥的事情。在看過最高畫的詐欺師角色設定後，認為這個題材正需要秋人的文才的服部偷偷打電話給秋人。結果發現秋人也正在寫偵探的故事！對兩人的默契暗自吃驚的他，在確定兩人彼此都還希望能繼續合作後，向秋人提議說兩人瞞著最高用兩年的時間創作出精雕細琢的偵探漫畫分鏡稿。在這期間他會設法防止最高和別人合作或獨立創作。在服部解釋說這個方法一方面能讓兩人分別鍛鍊原作和作畫的實力，另一方面能避免高中生出道時難以兼顧課業的缺點後，秋人答應了這個提案。但是同校又同班的兩人在一個月後自己發現了各自的創作路線重疊一事。於是重新結成搭檔，並決定聯手欺騙服部讓他以為兩人仍然在各自創作。在香耶的鼎力協助（消化偵探小說等參考資料與打雜工作）下，兩人在半年後作出8話的連載用分鏡稿給發現自己被擺了一道的服部評鑑。
在讀完分鏡稿後，服部心服口服的給出「格外有趣」的高度評價。在最高堅持用它挑戰連載的情況下，服部提出兩個條件。一是作品的短篇要在金未來杯中獲得好成績，二是要求兩人以連載為前提，以兩周一篇原稿的進度畫後續故事作為正式連載的演練。最後這篇主角是詐欺師的懸疑推理類作品在4篇入圍作品中排在第2篇刊載。並獲得總得票數1321票，支持度76%的佳績。並與同樣是未來的強敵，福田真太的「KIYOSHI騎士」並列獲得第六屆金未來杯首獎。之後服部依約將作品拿去參加連載會議。最後連載演練的成果讓編輯部相信他們能夠兼顧學業邊畫漫畫而成功獲得連載的權利。
不過在連載確定後，因為服部已經負責的連載作家太多，在上級指示下將「疑偵探TRAP」的責任編輯工作交接給新人編輯港浦。雖然港浦很有幹勁，但是一來因為最高的叔叔當過漫畫家，二來因為爭取連載的路上累積的切身經歷。讓兩人對排名的敏感度變得很高。因此並不敢太相信港浦所謂的，「只要別落到後段班就很安全」的保證。在福田和蒼樹/中井搭檔也獲得連載後，有感於排名可能還會再往下掉。兩人有了修改原本已敲定的故事內容的念頭。但在和港浦慎重討論之後，還是決定堅守正統派偵探漫畫路線並讓秋人加入搞笑情節。後來成果反應在人氣投票上，排名漸入佳境甚至與新妻的高人氣連載作品「CROW」並列第三。於是打算靠刊頭彩頁的那一話一舉超越新妻進而挑戰動畫化。
不料不久之後，最高因為積勞成疾而必須住院接受手術。有鑑於最高他的叔叔就是因為畫漫畫而過勞病逝，編輯長隨即裁定「疑偵探TRAP」要休刊到兩人高中畢業為止。深知這樣會讓辛苦累積起來的人氣流失的最高堅持希望出院後能繼續連載。甚至引發了福田聯合新妻等人氣作家拒絕交稿向編輯部抗議的風波。最後靠著在住院期間仍持續作畫的堅持和毅力，編輯長撤回原本的決定讓他們重回連載。無奈在休刊期間造成的讀者群流失已經無法挽回，最終只連載了約半年左右就被迫腰斬。在現實世界中舉辦的《爆漫王。》漫畫人氣投票中榮獲第一名。
奔跑吧！大發丹斗（走れ!大発タント）
第2部連載作品，也是最高和秋人的第9部作品。在經歷過前述那一段不小的波折後，亞城木夢叶這次在港浦的建議下，嘗試在《赤丸Jump》推出老少咸宜的搞笑漫畫來爭取連載。被告知自己不擅長描寫女性角色的秋人在去動物園尋找有關可愛動物的靈感時，碰巧遇到也剛結束連載的原作蒼樹紅。得知她正在苦惱不會描寫男性角色（戀愛方面）的秋人提議兩人彼此交流並激發靈感。之後就構思出由發明家爺爺和小學孫子以及國小的美女老師為主角群的這部題材脫胎自《哆拉A夢》的搞笑漫畫。
在獲得靈感後，秋人很順利的和港浦討論分鏡稿。這部劇情有趣、角色亮眼的作品在《赤丸Jump》讀者人氣票選中高票得到第一名。但是在畫短篇的期間，由於和蒼樹的交流而引發的一連串誤會，意外讓秋人和最高陷入和女友間的感情危機。幸好最後是有驚無險的以喜劇收場。為了讓秋人實現對香耶的求婚承諾，他們加緊努力爭取連載。原本港浦認為在《赤丸》得到第一名的「丹斗」篤定能夠獲得連載。不料最後連載權卻是被蒼樹在福田的大力支援下，努力熬夜趕工推出的青春戀愛作品「青葉時節」（《赤丸》的短篇得第三名）拿走。之後他們花兩個時間重新畫了品質更好的原稿，順利在下一次連載會議中獲得連載。但是比蒼樹更強的岩瀨/新妻搭檔推出的科幻王道作品「+NATURAL」也雀屏中選…。
「+NATURAL」不久就成為聲勢可和「CROW」匹敵的超人氣作品。反觀「丹斗」雖然受小學讀者喜愛，排名也穩定維持在第10名上下，但是顯然不可能成為暢銷作品。而且秋人對於故事的靈感很快就開始枯竭。分鏡稿畫得越來越辛苦不說，排名也逐漸下滑。連新妻都對這部作品失去興趣。之後因為新妻在電視上公開聲明自己最大的敵人還是亞城木夢叶！讓最高燃起想結束「丹斗」並改畫能更受讀者歡迎的漫畫的想法。在兩人達成共識後，由秋人提出「在合約到期前的三次連載會議中，推出能夠贏過新妻英二的超人氣漫畫。否則就離開《週刊少年Jump》」的結束連載條件。在港浦也同意後，編輯長答應中止連載。最終「丹斗」只連載了不到半年就在作者的請求下主動結束。就結果而論算是一部失敗的連載作品。
PCP-完美犯罪黨-（PCP -完全犯罪党-）
第3部連載作品，也是最高和秋人的第10部作品。號稱為亞城木夢叶目前為止的最佳作，讓亞城木正式成為暢銷漫畫家的作品。但因為題材過度寫實的問題而無法動畫化。
不論是在故事標題、內容形式、人物設定方面，亞城木都下了一番功夫，且為了取材，亞城木兩人還特地跟蹤服部先生一整天。
故事以三名小學生道本真與德長實（取「道德」、「真實」與完美犯罪相反之意），安之城舞在學校組成秘密社團進行種種秘密但無害的完全犯罪為主題。
開載第一話的讀者問卷調查取得第一名，最高還特意將速報調查表拿到叔叔墳前，彌補叔叔從未得過第一名的遺憾。在REVERSI决定连载后，为减轻作者负担而将中学篇内容移至月刊必胜JUMP继续连载。
REVERSI（REVERSI）
第4部連載作品，最高和秋人的第11部作品。也是《爆漫王。》中亞城木夢叶的最終集大成之作，短篇的讀者投票超越新妻的《ZOMBIE☆GUN》兩票，因此決定連載。最後，總編輯認為亞城木作品改編動畫能夠推動新妻、跟亞城木掀起競爭，為《週刊少年Jump》帶來改變，在《ZOMBIE☆GUN》與《REVERSI》之間選擇《REVERSI》動畫化。女主角菜保的角色也在一番激烈競爭後由美保獲得。在漫畫第173話，亞城木夢叶希望REVERSI可以以他們所想的方式完結，最後服部先生和編輯長同意。REVERSI以連續9周第一名，而且最後一話遙遙領先的姿態完結。故事為善惡的兩個惡魔主角互相戰鬥的雙主角漫畫。

#### 短篇作品
這個世界靠錢和智慧（この世は金と知恵）
最高和秋人的第3部作品。當兩人在和服部為手塚賞的落選開檢討會時，最高大膽提出若能畫出夠水準的原稿，希望能直接被拿去挑戰連載的權利的請求。之後編輯長插入談話並表示最快的捷徑就是和編輯一起創作出「有趣的漫畫」後，服部主動表示可以幫他們看分鏡稿。再用最滿意的作品去挑戰《赤丸Jump》。但之後畫出的幾篇傳統風格分鏡稿感覺都不有趣，讓服部確信這對搭擋不該走王道路線並建議他們改畫特異題材的邪道漫畫。最後這篇實在不像少年漫畫的作品的構想得到高度讚賞而決定用它去投稿。經由三人的竭力討論後，這篇亞城木搭檔首度和編輯合作畫出來的作品，最後順利脫穎而出刊登在《赤丸Jump》上。
在讀者人氣投票第一階段（速報）中高居第一，但是最終結果（小正）是排在第三名。這個結果讓兩人受到的打擊之嚴重，不但把已經完成的連載用分鏡稿丟掉。甚至質疑服部要他們放棄王道路線專心畫邪道作品的戰略正確性，讓彼此的合作關係一度瀕臨破局。不過之後為了自己的連載漫畫的事情來到編輯部的新妻英二卻認為這部作品最有趣，並表示被稱為天才的他畫不出這種漫畫。從此以後便稱呼最高和秋人二人為「亞城木老師」。雖然這部作品最後未能連載，但卻是亞城木夢叶日後所有暢銷作品的奠基之作。重要性和讓他們正式成為招牌作家的「PCP」相比是毫不遜色。巧合的是它在現實世界中舉辦的《爆漫王。》人氣漫畫投票中也獲得第三名。
值得一提的是，獲得同期雜誌卷頭彩頁的是日後成為他們最大勁敵的新妻英二畫的作品，知道編輯部有意讓兩人當綠葉陪襯新妻的服部罕見的大聲鼓勵他們設法贏過他。並且盡力幫忙把原稿做到完美。這是服部日後成為亞城木搭檔最信任的編輯的主因之一。另外因為雜誌是在兩人升上高中後出刊，他們為了避免身分曝光開始使用筆名「亞城木夢」。
Future watch（Future Watch-未来時計-）
「疑偵探TRAP」連載結束後，亞城木夢叶和新責編港浦討論下一篇連載的題材。雖然港浦表示因為他們已經有連載經驗，所以這次直接畫連載用原稿去挑戰連載會議。但是在經歷過TRAP的失敗後，最高傾向於這次應該穩扎穩打先畫短篇測試。但在無法說服港浦的情況下，他向秋人提議畫一篇短篇投稿下一次的月例賞，讓其他編輯以及對手新妻英二來作評鑑。之後秋人構思出來的是這部主題是時光旅行的科幻作品。
兩人私自報名月例賞的事在港浦決定要用詼諧型作品「HITMAN10」挑戰連載時東窗事發。雖然作法具爭議性，但是在取得港浦的諒解後，編輯部答應以不會得獎的前提審查這部作品。分鏡稿的品質之高不光是服部，連組長吉田都相當讚賞。之後完成的原稿更是獲得新妻近乎滿分的評價，毫不考慮的將其選為入選作品。不過三個人也都點出作品角色不夠鮮明的缺點，新妻認為這是因為作者沒有把自己投射在角色身上的緣故。
最後因為在會議中兩篇作品的支持度旗鼓相當，編輯長決定讓兩篇作品在少年Jump上先後刊登短篇，再用在讀者問卷名次中勝出者去爭取連載。雖然兩人對後刊出的這篇自信作有信心，結果卻只獲得差強人意的第9名（「TEN」是第10名）。之後雖然照理說是要用「Future watch」爭取連載。但是在得到組長相田對自己方針的鼓勵後，港浦努力查了過去許多搞笑漫畫的統計資料想說服亞城木夢叶用「TEN」連載。但是最高依舊堅持秋人適合畫嚴肅型故事，之後因港浦在激動下說出太過分的氣話，讓彼此合作關係一度決裂。所幸最後雙方都承認自己的錯誤而和好。亞城木也表示願意畫新的短篇搞笑漫畫去爭取連載。最終「Future watch」只成為亞城木夢叶創作生涯的累積經驗作品。
TEN（原稿短篇標題）、HITMAN10（分鏡稿標題）
相對於嚴肅型的「兩個我」，這篇是秋人迎合港浦的喜好構思出來的詼諧型作品並按照指示加入大量笑點。最高在看過完成的分鏡稿後，心中暗自覺得整體而言並不好笑。甚至認為刻意搞笑反而破壞了故事設定。但是之後港浦還是相中這篇故事。在正要繼續做細部討論時，發現亞城木夢叶也報名了月例賞的組長吉田前來向他們瞭解狀況。最後兩人被警告別再做出這種會引起爭議的事，但編輯部答應以不會得獎的前提審查「Future watch」。條件是連載分鏡稿不能夠偷工減料。
兩人之後和港浦花了一個月做出原稿成品「TEN」去參加連載會議。最後因為在會議中兩篇作品的支持度旗鼓相當，編輯長決定讓兩篇作品在少年Jump上先後刊登短篇，再用讀者問卷名次中勝出者去爭取連載。港浦個人較中意的這篇作品先刊登，最後獲得不算好的第10名（「Future watch」是第9名）。
雖然照理說是要用「Future watch」爭取連載。但在自己負責的搞笑向新連載「BB謙一」受到組長相田的好評後，港浦努力查了過去許多搞笑漫畫的統計資料想說服亞城木夢叶用「TEN」爭取連載。然而最高堅持畫嚴肅且會暢銷的漫畫。最後港浦一時激動說出的氣話踩到秋人的地雷。所幸在兩人經過冷靜思考、港浦也親自登門道歉後，雙方結束冷戰。並達成共識改畫新的短篇搞笑漫畫。於是最終「TEN」成為亞城木夢叶創作生涯中有一點像是鬧劇的作品。

#### 未刊載作品
兩個地球（ふたつの地球）
最高和秋人的處女作。這篇作品由之後成為他們的長期責任編輯的服部哲閱覽，題材是近未來的SF系漫畫。在科幻世界結構設定的完整性上獲得稱讚，但是因為有旁白太多等表現型態更接近小說的基本性缺失，加上圖畫得太像是素描畫而缺乏個人的畫風特色，整體的評價不算高。不過因為服部認為他們具有成為計算型漫畫家搭檔的潛力，因此主動表示願意繼續看他們的作品，並且將原稿拿去參加月例賞。可惜如預期的無法進入最終候選名單。
1億分的（1億分の）
最高和秋人的第2部作品。是在月例賞落選的刺激下，秋人答應最高有點自私的要求參加手塚賞後，通宵想出的眾多原案中的自信之作，不論是故事和作畫都比「兩個地球」進步甚多。讓服部大為吃驚，甚至認為有望入選手塚賞。可惜最終只進入最終候選，讓兩人著實消沉了好一陣子。不過這篇作品可以說是確立兩人適合走邪道路線的作品「這個世界靠錢和智慧」的部份雛形。也是亞城木夢叶搭檔創作生涯的重要基礎之一。
Angel Days（エンジェルデイズ）
最高和秋人的第4部作品。在「這個世界靠錢和智慧」的人氣投票敗給新妻後，兩人不顧服部的極力反對想改走王道路線。甚至在親眼見識到新妻的漫畫功力後仍不肯妥協。最後服部稍作讓步，給他們半年時間創作出能讓他信服的作品。兩人為了投稿金未來杯，努力畫出了這部以天使為主角的作品。可惜雖然秋人構思出融入王道戰鬥漫畫之必備要素的故事，最高也畫出比之前完成度更高的圖。但結果並未入圍，連夏季刊的赤丸也沒有入選。為了鼓勵兩頭落空而灰心的兩人，服部讓他們閱覽編輯部評審對這篇作品的評價。看到「有未來性」及「具有職業級志向」等肯定自己有才能的評語後，最高和秋人深刻感受到編輯部對他們的期待而得以振作起來。
兩個我（俺2人）
「疑偵探TRAP」連載結束後，亞城木夢叶和新責編港浦討論下一篇連載的題材。港浦基於自己的喜好和理念想讓他們推出少年Jump較少見的搞笑漫畫，但是最高堅持秋人擅長的是內容嚴肅的題材。最後港浦接受秋人的提議讓他們一次畫嚴肅型和詼諧型兩篇故事，讓他看完後以他比較滿意的那一篇去參加連載會議。「兩個我」是之後秋人想出來的嚴肅型故事，是情節和兩人私下投稿月例賞的「Future watch」很相似的科幻類故事。不過雖然兩人都認為這一篇比詼諧型故事「HITMAN10」有趣，港浦在看過兩篇故事後，還是放棄這一篇故事而決定用HITMAN去爭取連載。

### 其他漫畫家的作品
超英雄傳說（超ヒーロー伝説）
作者：川口太郎
真城信弘的代表作，在《週刊少年Jump》連載，最高3歲時動畫化。搞笑英雄漫畫。動畫版第一集為其原創片頭曲。
CROW
作者：新妻英二
新妻英二刊登在《赤丸Jump》的作品，在當期的人氣投票排名中拿下第一，並開始在《週刊少年Jump》連載，並改編成動畫。
主角是烏鴉，新妻在畫了這部作品之後身上常常插滿羽毛刷。由於新妻本人的意見(新妻投稿前要求拿到結束自己討厭的漫畫權利，後在連續10周得第一後，拜訪編輯部與編輯長討論後獲得結束自己討厭的漫畫權利，而該權利透過新妻口中說出:討厭無法依照自己喜好結束的漫畫，想讓CROW以自己的理想結束，最終與所有福田組漫畫家戰鬥後，以連續二十周第一完結)目前已經完結。在《爆漫王。》人氣漫畫投票中獲得第一名。
KIYOSHI騎士
作者：福田真太
福田投稿金未來杯的入選作品，第1順位刊載。總得票數1312票，支持度79%，第六屆金未來杯首獎得主。
相當受到編輯部期待的作品，與福田之前投稿到《週刊少年Jump》獲得讀者票選第7名的短篇主角相同。
真城及秋人給予「有挑戰性、令人激動」及「現代版『魁!!男塾』」的評價，但被另一位入選作者蒼樹批評過於暴力，目前已經完結。
在《爆漫王。》人氣漫畫投票中獲得第五名。
hideout door
作者：（作）蒼樹紅、（畫）中井巧朗
金未來杯入選作品，第3順位刊載。總得票數1103票，支持度73%，未能獲選。
描寫一個男子進入精靈森林而後成為精靈的故事。屬奇幻類作品，秋人給予「如同『哈利波特』般天馬行空的構思」的高評價。之後與《疑偵探TRAP》一同被腰斬。在《爆漫王。》人氣漫畫投票中獲得第六名。
繽紛世界（カラフジカル）
作者：間界野昂次
金未來杯入選作品，第4順位刊載。總得票數482票，支持度53%，未能獲選。
曾獲手塚賞第二名的作品，畫風似繪本、音樂劇。蒼樹給予「有藝術感、夢幻、希望」的好評價。
海獺11號（ラッコ11号）
作者：平丸一也
平丸一也投稿月例賞的入選作品。從未看過漫畫的平丸一也處女作，搞笑漫畫。獲得《少年週刊Jump》編輯部高評價讚賞，與「疑偵探TRAP」成為同期新人連載作品。主角是海獺人，一邊說著歪理一邊用變成岩石的手揍人改善社會風氣。後來成為動畫在深夜播放。
在《爆漫王。》人氣漫畫投票中獲得第四名。
BB謙一（Business Boy ケンイチ）
作者：高濱昇陽
高濱昇陽的第一部作品，敘述有三億日元存款的國中生與他的夥伴不上高中創業的故事。
斜本／日本的終結（斜本/日本の終わり）
作者：靜河流
在月例赏中获得新妻好评的作品，但因过于黑暗不适合少年漫画而落选。
True human
作者：靜河流
在《赤丸Jump》揭载，故事设定与《兩個地球》很相似。
青葉時節（青葉の頃）
作者：蒼樹紅
在《赤丸Jump》揭载的恋爱漫画，因听取山久建议而使其中有许多暴露画面。
+NATURAL
作者：（作）秋名愛子、（畫）新妻惠一兒
秋名以寫作的方式，然後新妻再把它畫成分鏡稿。才連載沒多久，就已有動畫版。
在受到《PCP完美犯罪黨》的威脅下，秋名說服新妻把《CROW》和《+NATURAL》以Crossover的形式呈現以拉抬人氣。
真實的教室（シンジツの教室）
作者：七峰透
七峰投稿Jump漫畫賞的處女作，因為一次投稿十回的龐大數量（漫畫賞一般只要求一回份量之作品）與豐富成熟的內容令眾人為之驚豔，甚至被高木形容為「我想要的邪道戰鬥漫畫」。
由於漫畫情節否定了少年漫畫的正向精神，最後僅得到追終候補的名次作品。然而由於七峰將內容公布在個人部落格上而一夕爆紅。
題材與現實中《週刊少年Jump》的《Enigma謎》相類似。但其實是七峰與五十名網友討論後創作的作品。
正義的三肩（せいぎのみかた）
作者：高濱昇陽
高濱在BB謙一完結後，所構思的故事，內容敘述日本的少年刑警、少年檢察官、以及少女律師三人的故事，屬於少年雜誌中少見的「審判戰鬥漫畫」。「三肩」取自日文「味方(夥伴)」的諧音。
賽車手GIRI（ロードレーサーGIRI）
作者：福田真太
福田在自行完結KIYOSHI騎士後所連載的作品，是關於賽車的熱血競技漫畫，目前已改編為動畫。
戀太&匹斯（愛太&ピース）
作者：白鳥旬
原本此作品是「木人高秋（高木秋人）」原作，白鳥旬作畫，後來秋人訓練白鳥自行創作，之後便不再干預此作品。連載約半年後不知為何在排名不算太差的情況下遭到腰斬。
有意義的學園生活所需要的那個<（有意義な学園生活に必要なソレ）
作者：七峰透
七峰透利用真實的教室產生的話題性，在網路上招集50個人創作的學園題材故事。
前身的短篇《緊張與伴隨而來的氣體》在《週刊少年Jump》上連載時得到第一名的佳績，隨之以極快的速度得到連載權。
然而在開始連載後，因為七峰過度執意於與《PCP完美犯罪黨》的競爭以及連串的誤判，面臨排名迅速下滑的困境，之後遭到腰斬。

## 出版书籍

### 单行本
日本 
由集英社出版，出版名为，隶属Jump Comics书系。
| 卷數 | 标题 | 出版日期       | ISBN                   |
| ---- | ---- | -------------- | ---------------------- |
| 1    |      | 2009年1月5日   | ISBN 978-4-08-874622-7 |
| 2    |      | 2009年3月4日   | ISBN 978-4-08-874644-9 |
| 3    |      | 2009年6月4日   | ISBN 978-4-08-874677-7 |
| 4    |      | 2009年8月4日   | ISBN 978-4-08-874719-4 |
| 5    |      | 2009年11月4日  | ISBN 978-4-08-874753-8 |
| 6    |      | 2010年1月4日   | ISBN 978-4-08-874788-0 |
| 7    |      | 2010年3月4日   | ISBN 978-4-08-870015-1 |
| 8    |      | 2010年4月30日  | ISBN 978-4-08-870037-3 |
| 9    |      | 2010年8月9日   | ISBN 978-4-08-870088-5 |
| 10   |      | 2010年10月4日  | ISBN 978-4-08-870114-1 |
| 11   |      | 2010年12月29日 | ISBN 978-4-08-870164-6 |
| 12   |      | 2011年3月4日   | ISBN 978-4-08-870191-2 |
| 13   |      | 2011年6月3日   | ISBN 978-4-08-870236-0 |
| 14   |      | 2011年8月4日   | ISBN 978-4-08-870273-5 |
| 15   |      | 2011年10月4日  | ISBN 978-4-08-870294-0 |
| 16   |      | 2012年1月4日   | ISBN 978-4-08-870316-9 |
| 17   |      | 2012年3月2日   | ISBN 978-4-08-870389-3 |
| 18   |      | 2012年5月2日   | ISBN 978-4-08-870420-3 |
| 19   |      | 2012年6月4日   | ISBN 978-4-08-870461-6 |
| 20   |      | 2012年7月4日   | ISBN 978-4-08-870466-1 |

台湾
由東立出版社出版，译名为《爆漫王。》。译者为蔡夢芳。
| 卷數 | 标题 | 出版日期       | ISBN                   |
| ---- | ---- | -------------- | ---------------------- |
| 1    |      | 2009年2月20日  | ISBN 978-986-10-3320-4 |
| 2    |      | 2009年5月18日  | ISBN 978-986-10-3321-1 |
| 3    |      | 2009年8月7日   | ISBN 978-986-10-3917-6 |
| 4    |      | 2009年9月21日  | ISBN 978-986-10-4301-2 |
| 5    |      | 2009年12月16日 | ISBN 978-986-10-4919-9 |
| 6    |      | 2010年2月8日   | ISBN 978-986-10-5172-7 |
| 7    |      | 2010年4月12日  | ISBN 978-986-10-5402-5 |
| 8    |      | 2010年6月10日  | ISBN 978-986-10-5545-9 |
| 9    |      | 2010年10月11日 | ISBN 978-986-10-6173-3 |
| 10   |      | 2010年11月16日 | ISBN 978-986-10-6601-1 |
| 11   |      | 2011年2月23日  | ISBN 978-986-10-6893-0 |
| 12   |      | 2011年5月1日   | ISBN 978-986-10-7430-6 |
| 13   |      | 2011年7月20日  | ISBN 978-986-10-8002-4 |
| 14   |      | 2011年10月5日  | ISBN 978-986-10-8333-9 |
| 15   |      | 2012年1月11日  | ISBN 978-986-10-8904-1 |
| 16   |      | 2012年3月5日   | ISBN 978-986-10-9339-0 |
| 17   |      | 2012年4月27日  | ISBN 978-986-10-9717-6 |
| 18   |      | 2012年7月5日   | ISBN 978-986-317-070-9 |
| 19   |      | 2012年8月8日   | ISBN 978-986-317-369-4 |
| 20   |      | 2012年9月7日   | ISBN 978-986-317-503-2 |

香港
由文化傳信出版，译名为《爆漫。》。
| 卷數 | 標題 | 出版日期      | ISBN                   |
| ---- | ---- | ------------- | ---------------------- |
| 1    |      | 2009年2月20日 | ISBN 978-962-8965-11-3 |
| 2    |      | 2009年5月18日 | ISBN 978-988-8024-43-8 |
| 3    |      | 2009年7月31日 | ISBN 978-988-8024-98-8 |
| 4    |      | 2009年9月18日 | ISBN 978-988-8025-36-7 |
| 5    |      | 2009年12月    | ISBN 978-988-8025-96-1 |
| 6    |      | 2010年2月     | ISBN 978-988-8049-79-0 |
| 7    |      | 2010年4月8日  | ISBN 978-988-8050-06-2 |
| 8    |      | 2010年6月     | ISBN 978-988-8050-45-1 |
| 9    |      | 2010年9月23日 | ISBN 978-988-8090-41-9 |
| 10   |      | 2010年11月    | ISBN 978-988-8090-92-1 |
| 11   |      | 2011年2月22日 | ISBN 978-988-8091-68-3 |
| 12   |      | 2011年4月     | ISBN 978-988-8112-18-0 |
| 13   |      | 2011年8月1日  | ISBN 978-988-8112-84-5 |
| 14   |      | 2011年9月     | ISBN 978-988-8113-04-0 |
| 15   |      | 2011年11月    | ISBN 978-988-8113-43-9 |
| 16   |      | 2012年2月     | ISBN 978-988-8113-93-4 |
| 17   |      | 2012年4月     | ISBN 978-988-8114-32-0 |
| 18   |      | 2012年7月     | ISBN 978-988-8114-82-5 |
| 19   |      | 2012年8月     | ISBN 978-988-8194-01-8 |
| 20   |      | 2012年9月     | ISBN 978-988-8194-10-0 |

中国大陆
由时代出版传媒股份有限公司安徽少年儿童出版社出版，译名为《爆漫王。》。译者为赵建军。
| 卷數 | 标题 | 出版年月   | ISBN                   |
| ---- | ---- | ---------- | ---------------------- |
| 1    |      | 2011年7月  | ISBN 978-7-5397-5160-3 |
| 2    |      | 2011年7月  | ISBN 978-7-5397-5161-0 |
| 3    |      | 2011年7月  | ISBN 978-7-5397-5162-7 |
| 4    |      | 2011年7月  | ISBN 978-7-5397-5163-4 |
| 5    |      | 2011年10月 | ISBN 978-7-5397-5342-3 |
| 6    |      | 2011年10月 | ISBN 978-7-5397-5343-0 |
| 7    |      | 2011年10月 | ISBN 978-7-5397-5344-7 |
| 8    |      | 2011年10月 | ISBN 978-7-5397-5345-4 |
| 9    |      | 2012年2月  | ISBN 978-7-5397-5495-6 |
| 10   |      | 2012年2月  | ISBN 978-7-5397-5499-4 |
| 11   |      | 2012年3月  | ISBN 978-7-5397-5496-3 |
| 12   |      | 2012年3月  | ISBN 978-7-5397-5497-0 |
| 13   |      | 2012年3月  | ISBN 978-7-5397-5498-7 |
| 14   |      | 2012年10月 | ISBN 978-7-5397-6346-0 |
| 15   |      | 2012年10月 | ISBN 978-7-5397-6347-7 |
| 16   |      | 2012年10月 | ISBN 978-7-5397-6344-6 |
| 17   |      | 2012年10月 | ISBN 978-7-5397-6345-3 |
| 18   |      | 2013年3月  | ISBN 978-7-5397-6540-2 |
| 19   |      | 2013年3月  | ISBN 978-7-5397-6541-9 |
| 20   |      | 2013年3月  | ISBN 978-7-5397-6542-6 |

| 冊數 | 集英社         | 集英社                 | 東立出版社    | 東立出版社                         |
| 冊數 | 發售日期       | ISBN                   | 發售日期      | ISBN                               |
| ---- | -------------- | ---------------------- | ------------- | ---------------------------------- |
| 1    | 2017年7月18日  | ISBN 978-4-08-619690-1 | 2020年4月8日  | EAN 471-0601-04037-9（首刷書盒版） |
| 2    | 2017年7月18日  | ISBN 978-4-08-619691-8 | 2020年4月8日  | EAN 471-0601-04037-9（首刷書盒版） |
| 3    | 2017年8月18日  | ISBN 978-4-08-619692-5 | 2020年4月8日  | EAN 471-0601-04037-9（首刷書盒版） |
| 4    | 2017年8月18日  | ISBN 978-4-08-619693-2 | 2020年4月8日  | EAN 471-0601-04037-9（首刷書盒版） |
| 5    | 2017年9月15日  | ISBN 978-4-08-619694-9 | 2020年4月8日  | EAN 471-0601-04037-9（首刷書盒版） |
| 6    | 2017年9月15日  | ISBN 978-4-08-619695-6 | 2020年4月8日  | EAN 471-0601-04037-9（首刷書盒版） |
| 7    | 2017年10月18日 | ISBN 978-4-08-619696-3 | 2020年5月15日 | EAN 471-0601-04038-6（首刷書盒版） |
| 8    | 2017年10月18日 | ISBN 978-4-08-619697-0 | 2020年5月15日 | EAN 471-0601-04038-6（首刷書盒版） |
| 9    | 2017年11月17日 | ISBN 978-4-08-619698-7 | 2020年5月15日 | EAN 471-0601-04038-6（首刷書盒版） |
| 10   | 2017年11月17日 | ISBN 978-4-08-619699-4 | 2020年5月15日 | EAN 471-0601-04038-6（首刷書盒版） |
| 11   | 2017年12月15日 | ISBN 978-4-08-619700-7 | 2020年5月15日 | EAN 471-0601-04038-6（首刷書盒版） |
| 12   | 2017年12月15日 | ISBN 978-4-08-619701-4 | 2020年5月15日 | EAN 471-0601-04038-6（首刷書盒版） |

### 其他書籍
- 2010年12月29日發售、ISBN 978-4-08-874849-8
  - 2012年1月21日發售、ISBN 978-986-10-8798-6（東立出版社）
  - 2012年4月發售、ISBN 978-7-5397-5977-7（安徽少年兒童出版社）
  - 2012年7月發售、ISBN 978-988-8114-77-1（文化傳信）
- 2013年1月4日發售、ISBN 978-4-08-870706-8
  - 2013年8月9日發售、ISBN 978-986-332-286-3（東立出版社）
  - 2013年9月發售、ISBN 978-7-5397-6822-9（安徽少年兒童出版社）
- ・平丸一也

2011年12月29日發售、ISBN 978-4-08-703257-4

## 電視動畫
電視動畫總共三季，三季分別全25話。第一季播出時間為2010年10月2日至2011年4月2日；第二季為2011年10月1日至2012年3月24日；第三季則於2012年10月6日至2013年3月30日播出。

### 製作人員
- 原作：大場鶇・小畑健
- 監督：笠井賢一・秋田谷典昭
- 系列構成：吉田玲子
- 腳本：吉田玲子・水上清資・上代務・綾奈由仁子
- 人物設定：下谷智之
- 美術監督：柴田千佳子
- 色彩設計：店橋真弓
- 撮影監督：岩井和也
- 音樂：Audio Highs
- 音樂監督：渡边淳
- 動畫製作：J.C.STAFF
- 製作統括：斉藤健治、野島正宏、根岸智也
- 製作：NHK Production
- 製作・著作：NHK、小學館集英社製片

### 主題曲
第1季
片頭曲
- 《Blue Bird》（第1話 - 第24話）

作詞、作曲：小淵健太郎
編曲、主唱：コブクロ
- （第25話）

作詞、作曲、主唱：高橋優
編曲：淺田信一
片尾曲
- （第1話 - 第13話）

作詞：ryow inukami
作曲：mitsuyuki miyake、naoto suzuki、hiroto suzuki
編曲：hiroto suzuki
歌：YA-KYIM
- （第14話 - 第24話）

作詞、作曲、主唱：高橋優
編曲：淺田信一
- 《Blue Bird》（第25話）

作詞、作曲：小淵健太郎
編曲、主唱：コブクロ
插入曲
- （第1話、第3話、第18話）

作詞、作曲：カースィ・ケニーチェ
編曲：鈴木マサキ
歌：影山ヒロノブ
- 《GET UP》（第12話、第17話）

作詞、作曲：HYDE
編曲：Ryo
歌：KOOGY（森久保祥太郎）
- （第16話）

作詞：こだまさおリ
作曲、編曲：佐々倉有吾
歌：聖ビジュアル女学院合唱部(早見沙織と聖美女隊)
- （第20話）

作詞・作曲：矢吹香那
編曲：森谷敏紀
歌：聖ビジュアル女学院合唱部(早見沙織と聖美女隊)
- （第21話）

作詞・作曲：HYDE
編曲：Ryo
歌：KOOGY（森久保祥太郎）
第2季
片頭曲
- 《Dream of Life》（第1話 － 第25話）

作詞：伊藤祥平、カワムラユキ
編曲：菱川亞希
作曲、主唱：伊藤祥平
片尾曲
- 《monochrome rainbow》（第1話 － 第16話）

作詞、主唱：Tommy heavenly6
作曲、編曲：Mark and John
- 《パラレル=》（第17話 － 第24話）

作詞：指田郁也、jam
作曲：指田郁也、森俊之
編曲：森俊之
主唱：指田郁也
- 《Dream of Life》（第25話）

作詞：伊藤祥平、カワムラユキ
編曲：菱川亞希
作曲、主唱：伊藤祥平
插入曲
- 《FAKER TRICK》（第1話）

作詞：松井洋平
作曲・編曲：佐々倉有吾
歌：小桃音まい
- （第1話）

作詞、作曲：カースィ・ケニーチェ
編曲：鈴木マサキ
歌：影山ヒロノブ
- 《CROW's SKY》（第9話）

作詞：松并洋平
作曲：上田晃司
編曲：草野よしひろ
主唱：喜多修平
- 《WE WISH A MERRY CHRISTMAS》（第24话）

歌：亚豆美保（早见纱织）
- 《ラッコ11号の歌》（第25话）

歌：日高里菜、ヒャダイン
第3季
片頭曲
- （第1話 － 第13話）

作詞、編曲： 編曲、主唱：nano.RIPE
- 《23時40分 feat. Base Ball Bear》（第14話 － 第25話）

作詞、作曲、主唱：前山田健一 編曲：Base Ball Bear
片尾曲
- 《Pride on Everyday》（第1話 － 第13話）

作詞：畑亞貴 作曲、編曲：高田曉 主唱：sphere
- （第14話 －第24話 ）

作詞、作曲：影山浩宣 編曲：須藤賢一 主唱：JAM Project
- （第25話）

作詞、編曲： 編曲、主唱：nano.RIPE
插入曲
- 《アイ・愛・ビクトリー》（第22話）

作詞：Noria 作曲・編曲：奈良崎彰 歌：Noria
- 《Frame in Flame》（第25話）

作詞：YORKE.. 作曲：yashikin･eba 編曲：eba 歌：OLDCODEX
- 《OR》（第25話）

作詞：Noria 作曲・編曲：Ryo 歌：REI

### 各話列表
| 話數   | 日文標題 | 中文標題           | 香港標題           | 劇本       | 分镜              | 演出              | 作畫监督                                                  | 總作畫監督                                |
| 第1季  | 第1季    | 第1季              | 第1季              | 第1季      | 第1季             | 第1季             | 第1季                                                     | 第1季                                     |
| ------ | -------- | ------------------ | ------------------ | ---------- | ----------------- | ----------------- | --------------------------------------------------------- | ----------------------------------------- |
| 第1話  |          | 夢想與現實         | 夢與現實           | 吉田玲子   | 秋田典昭          | 秋田典昭          | 下智之                                                    | —                                         |
| 第2話  |          | 笨蛋與聰明人       | 蠢與聰明           | 吉田玲子   | 秋田典昭          | 丸山由太          | 下智之                                                    | —                                         |
| 第3話  |          | 親與子             | 父母與孩子         | 吉田玲子   | 秋田典昭          | 吉村文宏          | 下智之                                                    | —                                         |
| 第4話  |          | 時間與鑰匙         | 時間與鑰匙         | 吉田玲子   | 島津裕行          | 城所聖明          | 小杏子                                                    | —                                         |
| 第5話  |          | 夏天與分鏡稿       | 夏日與原稿         | 綾奈由仁子 | 三浦辰夫          | 廣川集一          | 小杏子                                                    | —                                         |
| 第6話  |          | 糖果與鞭子         | 讚賞與批評         | 水上清資   | 秋田典昭          | 高橋健司          | 下智之                                                    | —                                         |
| 第7話  |          | 淚水與淚水         | 淚水與淚水         | 吉田玲子   | 高田耕一          | 橋本裕之          | 小杏子                                                    | —                                         |
| 第8話  |          | 不安與期待         | 不安與期待         | 上代務     | 笠井賢一 高田耕一 | 丸山由太          | 下智之                                                    | —                                         |
| 第9話  |          | 後悔與接受         | 後悔與理解         | 吉田玲子   | 吉村文宏          | 佐藤光            | 小杏子                                                    | —                                         |
| 第10話 |          | 10與2              | 10與2              | 水上清資   | 高田耕一          | 則座誠            | 下智之                                                    | —                                         |
| 第11話 |          | 巧克力與NEXT！     | 朱古力與NEXT!      | 綾奈由仁子 | 島津裕行          | 廣川集一          | 小杏子                                                    | —                                         |
| 第12話 |          | 美食與畢業         | 大餐與畢業         | 吉田玲子   | 秋田典昭          | 高橋健司          | 下智之                                                    | —                                         |
| 第13話 |          | 速報與小正         | 速報與統計         | 上代務     | 山口祐司          | 秋田典昭          | 小杏子                                                    | —                                         |
| 第14話 |          | 戰鬥與臨摹         | 戰鬥與臨摹         | 水上清資   | 橋本裕之          | 橋本裕之          | 小森篤                                                    | —                                         |
| 第15話 |          | 出道與心急         | 出道與焦急         | 綾奈由仁子 | 高田耕一          | 佐藤光敏          | 小杏子                                                    | —                                         |
| 第16話 |          | 障礙與吻           | 高牆與親吻         | 上代務     | 久城りおん        | 佐藤光            | 小森篤                                                    | —                                         |
| 第17話 |          | 自大與親切         | 自大與好意         | 吉田玲子   | 島津裕行          | 福本潔            | 小谷杏子                                                  | —                                         |
| 第18話 |          | 嫉妒與愛           | 嫉妒與相愛         | 綾奈由仁子 | 丸山由太          | 丸山由太          | 下谷智之                                                  | —                                         |
| 第19話 |          | 兩人與一人         | 2人與1人           | 上代務     | 佐藤雅子          | 高橋健司          | 小森篤                                                    | —                                         |
| 第20話 |          | 協助與條件         | 協助與條件         | 吉田玲子   | 山口祐司          | 則座誠            | 小谷杏子                                                  | —                                         |
| 第21話 |          | 文學與音樂         | 文學與音樂         | 綾奈由仁子 | 久城りおん        | 佐藤光敏          | 羽田浩二                                                  | —                                         |
| 第22話 |          | 團結與決裂         | 團結與決裂         | 吉田玲子   | 秋田典昭          | 橋本裕之          | 下谷智之                                                  | —                                         |
| 第23話 |          | 周二與周五         | 周二與周五         | 上代務     | 秋田典昭          | 福本潔            | 小森篤                                                    | —                                         |
| 第24話 |          | 電話與前夜         | 電話與前晚         | 水上清資   | 高田耕一          | 丸山由太          | 小谷杏子                                                  | —                                         |
| 第25話 |          | 納入與剔除         | 納入與剔除         | 吉田玲子   | 笠井賢一          | 秋田典昭          | 下谷智之                                                  | —                                         |
| 第2季  |          |                    |                    |            |                   |                   |                                                           |                                           |
| 第1話  |          | 沉默與宴會         | 沉默與宴會         | 吉田玲子   | 笠井賢一          | 丸山由太          | 松浦麻衣、小森篤                                          | 下谷智之                                  |
| 第2話  |          | 文集與寫真集       | 文集與寫真         | 吉田玲子   | 秋田典昭          | 則座誠            | 中山由美                                                  | 羽田浩二                                  |
| 第3話  |          | 窗戶與雪           | 窗與雪             | 吉田玲子   | 秋田典昭          | 佐藤光敏          | 長谷川亨雄、高乘陽子                                      | 小森篤                                    |
| 第4話  |          | 幫忙出主意與忍耐   | 修改與忍耐         | 大知慶一郎 | 橋本裕之          | 橋本裕之          | 松浦麻衣、村司晃英                                        | 下谷智之                                  |
| 第5話  |          | 裝傻與消息         | 詐儍與消息         | 大知慶一郎 | 秋田典昭          | 德本善信          | 岩本貴玲                                                  | 小森篤                                    |
| 第6話  |          | 生病與幹勁         | 生病與幹勁         | 吉田玲子   | 笠井賢一          | 佐藤光            | 谷川亮介、松岡謙治 小谷杏子、笠野充志                     | 下谷智之                                  |
| 第7話  |          | 生死與制止         | 生死與制止         | 吉田玲子   | 高田耕一          | 則座誠            | 中山由美                                                  | 小森篤                                    |
| 第8話  |          | 撤回與要求         | 撤回與要求         | 大知慶一郎 | 丸山由太          | 丸山由太          | 松浦麻衣、佐藤敏明、中山由美 村司晃英、市原圭子、平野勇一 | 羽田浩二                                  |
| 第9話  |          | 復出與落後         | 復出與落後         | 吉田玲子   | 秋田典昭          | 佐藤光敏          | 長谷川亭雄、高乘陽子                                      | 小森篤                                    |
| 第10話 |          | 搞笑與嚴肅         | 搞笑與嚴肅         | 大知慶一郎 | 佐藤光            | 佐藤光            | 松浦麻衣、谷川亮介 羽田浩二、杉本研太郎                   | 下谷智之                                  |
| 第11話 |          | 漫畫與青春         | 漫畫與青春         | 吉田玲子   | 高田耕一          | 德本善信          | 岩本貴玲                                                  | 小森篤                                    |
| 第12話 |          | 經驗與資料         | 經驗與資料         | 土屋理敬   | 高橋健司          | 高橋健司          | 小谷杏子、市原圭子 羽田浩二、高澤美佳                     | 下谷智之                                  |
| 第13話 |          | 同盟與同班         | 同盟與同學         | 大知慶一郎 | 笠井賢一          | 橋本裕之          | 中山由美、村司晃英                                        | 松浦麻衣                                  |
| 第14話 |          | 不信任與信賴       | 不信與信賴         | 吉田玲子   | 神保昌登          | 神保昌登          | 赤尾良太郎、遠藤大輔、佐藤雅子                            | 羽田浩二                                  |
| 第15話 |          | 猴子與結婚         | 猴子與結婚         | 土屋理敬   | 秋田典昭          | 秋田典昭          | 松浦麻衣、松岡謙治、遠藤大輔 小川浩司、佐野惠理           | 小森篤                                    |
| 第16話 |          | 王子與救世主       | 王子與救世主       | 大知慶一郎 | 高田耕一          | 佐藤光敏          | 門智昭、河野真也                                          | 下谷智之                                  |
| 第17話 |          | 特別的關係與鄉下   | 特別交情與鄉下     | 土屋理敬   | 則座誠            | 則座誠            | 中山由美                                                  | 羽田浩二                                  |
| 第18話 |          | 抱怨與大聲駁斥     | 抱怨與駁斥         | 吉田玲子   | 高田耕一          | 德本善信          | 田中紀衣                                                  | 小森篤                                    |
| 第19話 |          | 緣與星             | 緣份與星星         | 大知慶一郎 | 佐藤光            | 佐藤光            | 松浦麻衣、高澤美佳                                        | -                                         |
| 第20話 |          | 最愛與否定         | 最愛與否定         | 土屋理敬   | 高橋健司          | 高橋健司          | 羽田浩二、赤尾良太郎 遠藤大輔、小谷杏子                   | 小森篤                                    |
| 第21話 |          | 任性與建議         | 任性與建議         | 吉田玲子   | 丸山由太          | 丸山由太          | 中山由美                                                  | 羽田浩二                                  |
| 第22話 |          | 提示與上策         | 提示與上策         | 大知慶一郎 | 秋田典昭          | 佐藤光敏          | 河野真也、秋元香、川島明子                                | 下谷智之 松浦麻衣                         |
| 第23話 |          | 贏與輸             | 勝與敗             | 土屋理敬   | 高田耕一          | 橋本裕之          | 遠藤大輔、高澤美佳 松岡謙治、中山由美                     | 小森篤                                    |
| 第24話 |          | 表現力與想像力     | 表現力與想像力     | 大知慶一郎 | 神保昌登          | 神保昌登          | 谷川亮介、赤尾良太郎 村司晃英、谷口繁則                   | 羽田浩二                                  |
| 第25話 |          | 票與表             | 票與表             | 吉田玲子   | 笠井賢一          | 佐藤光 秋田典昭   | 中山由美、高澤美佳、松岡謙治 谷川亮介、松浦麻衣           | 下谷智之 小森篤                           |
| 第3季  |          |                    |                    |            |                   |                   |                                                           |                                           |
| 第1話  |          | 逞強與決斷         | 口不對心與當機立斷 | 吉田玲子   | 秋田典昭          | 丸山由太          | 下谷智之                                                  | 松岡謙司 谷川亮介                         |
| 第2話  |          | 每晚與融合         | 每晚與融合         | 大知慶一郎 | 佐藤光            | 佐藤光            | 長谷川亨雄、山崎正和、加藤萬由子                          | 小森篤                                    |
| 第3話  |          | 最後與暗號         | 最後與暗號         | 土屋理敬   | 高田耕一          | 橋本裕之          | 小川浩司、森前和也、火星                                  | 羽田浩二                                  |
| 第4話  |          | 從容與陷阱         | 從容與陷阱         | 土屋理敬   | 佐藤光敏          | 佐藤光敏          | 河野真也、都竹隆治                                        | 小森篤                                    |
| 第5話  |          | 腳步與觀察         | 步伐與觀察         | 大知慶一郎 | 則座誠            | 則座誠            | 中島美子、加藤萬由子                                      | 羽田浩二                                  |
| 第6話  |          | 拳頭與獨立         | 拳頭與獨立         | 吉田玲子   | 高田耕一          | 阿宮正和          | 南伸一郎、重松晉一 中山由美、伊東葉子                     | 小森篤 下智之                             |
| 第7話  |          | 紀念攝影與教室     | 紀念照與教室       | 大知慶一郎 | 秋田典昭          | 丸山由太          | 羽田浩二                                                  | 山崎正和、長谷川享雄 村司晃英、加藤萬由子 |
| 第8話  |          | 目標與評價         | 目標與評價         | 吉田玲子   | 福島利規          | 佐藤光            | 伊東葉子、市原圭子、福永智子                              | 小森篤                                    |
| 第9話  |          | 自信與覺悟         | 自信與覺悟         | 吉田玲子   | 高田耕一          | 松村政輝          | 松岡謙治、小川浩司 佐藤敏明、谷川亮介                     | 下智之                                    |
| 第10話 |          | 考察與挑撥         | 考察與挑撥         | 大知慶一郎 | 佐藤光敏          | 佐藤光敏          | 河野真也 都竹隆治                                         | 羽田浩二                                  |
| 第11話 |          | 焦慮與逆轉         | 焦慮與逆轉         | 土屋理敬   | 太田知章          | 太田知章          | 中山由美                                                  | 小森篤                                    |
| 第12話 |          | 熱血與完敗         | 熱血與大敗         | 土屋理敬   | 秋田典昭          | 丸山由太          | 伊東葉子、福永智子 市原圭子、高澤美佳                     | 下谷智之                                  |
| 第13話 |          | 模仿與無意識       | 模仿與無意識       | 大知慶一郎 | 高田耕一          | 阿宮正和          | 加藤萬由子、重松晉一、河野真也                            | 羽田浩二 下谷智之                         |
| 第14話 |          | 連續與阻止         | 連續與阻止         | 吉田玲子   | 福島利規          | 佐藤光            | 小川浩司、中山由美 長谷川亨雄、村司晃英                   | 小森篤                                    |
| 第15話 |          | 刊頭彩頁與內彩     | 版頭與中間         | 大知慶一郎 | 則座誠            | 則座誠            | 伊東葉子、長谷川亨雄 福永智子、市原圭子                   | 松浦麻衣                                  |
| 第16話 |          | 最終回與評論       | 最終回與感想       | 土屋理敬   | 佐藤光敏          | 佐藤光敏          | 河野真也                                                  | 羽田浩二                                  |
| 第17話 |          | 殭屍與惡魔         | Zombie(喪屍)與惡魔 | 吉田玲子   | 太田知章          | 太田知章          | 中山由美                                                  | 小森篤                                    |
| 第18話 |          | 週刊與月刊         | 周刊與月刊         | 土屋理敬   | 高田耕一          | 松村政輝          | 伊東葉子、高澤美佳 長谷川亨雄、小川浩司                   | 下谷智之                                  |
| 第19話 |          | 延遲與一鼓作氣     | 拖延與一鼓作氣     | 大知慶一郎 | 秋田典昭          | 阿宮正和          | 重松晉一、飯飼一幸、藤田正幸                              | 松浦麻衣                                  |
| 第20話 |          | 歇口氣與派對       | 休息與派對         | 大知慶一郎 | 皇蒼氓            | 丸山由太          | 中山由美、佐藤敏明 市原圭子、福永智子                     | 羽田浩二                                  |
| 第21話 |          | 溫泉與意思確認     | 溫泉與意思確認     | 土屋理敬   | 福島利規          | 福島利規          | 山崎正和、伊東葉子 長谷川亨雄、小川浩司                   | 小森篤                                    |
| 第22話 |          | 訂正與宣言         | 更正與宣言         | 吉田玲子   | 高田耕一          | 佐藤光敏 本間修   | 河野真也、重松晉一、川島明子                              | 下谷智之                                  |
| 第23話 |          | 麥克風與劇本       | 麥風與劇本         | 大知慶一郎 | 秋田典昭          | 則座誠            | 中山由美                                                  | 羽田浩二                                  |
| 第24話 |          | 如何存在與如何結束 | 存在與完結方式     | 土屋理敬   | 佐藤光 高田耕一   | 佐藤光            | 福永智子、小川浩司 松岡謙司、伊東葉子                     | 小森篤                                    |
| 第25話 |          | 夢想與現實         | 夢與現實           | 吉田玲子   | 笠井賢一 高田耕一 | 丸山由太 秋田典昭 | 中山由美、平野勇一、市原圭子 松岡謙次、高澤美佳、伊東葉子 | 下谷智之、小森篤 羽田浩二、松浦麻衣       |

### 播放電視台
| 播放地區 | 播放電視台   | 播放日期                      | 播放時間（UTC+9）         |
| 第1季    | 第1季        | 第1季                         | 第1季                     |
| -------- | ------------ | ----------------------------- | ------------------------- |
| 日本全國 | NHK教育頻道  | 2010年10月2日－2011年4月2日   | 星期六 18時00分－18時25分 |
| 第2季    |              |                               |                           |
| 日本全國 | NHK教育頻道  | 2011年10月1日－2012年3月24日  | 星期六 17時30分－17時55分 |
| 第3季    |              |                               |                           |
| 日本全國 | NHK教育頻道  | 2012年10月6日－2013年3月30日  | 星期六 17時30分－17時55分 |
| 日本全國 | NICONICO頻道 | 2012年10月20日－2013年4月13日 | 星期六 24時00分 更新      |

## 真人電影
2015年10月3日公開。監督大根仁。

### 演員角色
- 真城最高：佐藤健（台灣配音：蔣鐵城）
- 高木秋人：神木隆之介（台灣配音：鍾少庭）
- 亞豆美保：小松菜奈（台灣配音：林筱玲）
- 新妻惠一兒：染谷將太（台灣配音：何志威）
- 福田真太：桐谷健太（台灣配音：何志威）
- 中井巧朗：皆川猿時（台灣配音：馬伯強）
- 平丸一也：新井浩文（台灣配音：張騰）
- 佐佐木尚：中川雅也（台灣配音：官志宏）
- 服部哲：山田孝之（台灣配音：高銘孝）
- 川口太郎：宮藤官九郎（台灣配音：馬伯強）

### CM旁白
- 「友情篇」：田中真弓（ONE PIECE 蒙其·D·魯夫 配音）
- 「努力篇」：神谷明（北斗神拳 拳四郎 配音）
- 「勝利篇」：野沢雅子（七龍珠 孫悟空 配音）
- 「戀愛篇」：鶴弘美（古靈精怪 鮎川圓 配音）

### 工作人員
- 原作：大場鶇、小畑健
- 脚本、監督：大根仁
- 配給：東寶
- 製作：電影「爆漫王。」製作委員會

## 歷任編輯
1. 相田聡一：第1話（2008年8月11日） - 第91話（2010年6月）
2. 門司健吾：第92話（2010年7月） - 第176話（2012年4月）

## 參註
1. 單行本第2卷封套內頁，以各語系版本解釋書名，中文書名即採「爆漫王。」
2. ↑  （日語）集英社2010年度定期採用HP『2005年入社先輩紹介ページ』 的存檔，存档日期2009-07-19.
3. ↑  音同日語中最棒的意思，這樣叫的人並沒有稱讚意味，聽起來像嘲弄。
4. ↑  「秋仔」的日語原文「シュート」與英語「shoot」（射擊）同音。
5. ↑  漫畫第18頁(回)，和總編輯交談時有提到
6. ↑  因為《赤丸Jump》在《爆漫王。》第一季開播約半年前正式改名為《少年Jump NEXT!》。因此在動畫中是以「NEXT!」而非「赤丸」來暱稱這本雜誌增刊號。另外動畫第一季第11話的標題也從原作中的「巧克力與赤丸Jump」改成「巧克力與NEXT!」
7. ↑  名義為「愛藏版」，格式上有所更動，分為兩套書盒出版，分別包含1至6集和7至12集。
8. ↑  標題以播放時所顯示的字幕為準。
9. ↑  標題讀為「咪高峰與劇本」

## 外部連結
- （日語）動畫官方網站 （页面存档备份，存于）
- （日語）動畫關聯情報官網 （页面存档备份，存于）
- （日語）週刊少年Jump漫畫連載官網
- （繁體中文）《爆漫II》TVB官方網站 （页面存档备份，存于）
- （繁體中文）《爆漫III》TVB官方網站 （页面存档备份，存于）